# Badajoz
 (novembre 2023).
La mise en forme du texte ne suit pas les recommandations de Wikipédia : il faut le « wikifier ».
Les points d'amélioration suivants sont les cas les plus fréquents. Le détail des points à revoir est peut-être précisé sur la page de discussion.
- Les titres sont pré-formatés par le logiciel. Ils ne sont ni en capitales, ni en gras.
- Le texte ne doit pas être écrit en capitales (les noms de famille non plus), ni en gras, ni en italique, ni en « petit »…
- Le gras n'est utilisé que pour surligner le titre de l'article dans l'introduction, une seule fois.
- L'italique est rarement utilisé : mots en langue étrangère, titres d'œuvres, noms de bateaux, etc.
- Les citations ne sont pas en italique mais en corps de texte normal. Elles sont entourées par des guillemets français : « et ».
- Les listes à puces sont à éviter, des paragraphes rédigés étant largement préférés. Les tableaux sont à réserver à la présentation de données structurées (résultats, etc.).
- Les appels de note de bas de page (petits chiffres en exposant, introduits par l'outil «  Source ») sont à placer entre la fin de phrase et le point final[comme ça].
- Les liens internes (vers d'autres articles de Wikipédia) sont à choisir avec parcimonie. Créez des liens vers des articles approfondissant le sujet. Les termes génériques sans rapport avec le sujet sont à éviter, ainsi que les répétitions de liens vers un même terme.
- Les liens externes sont à placer uniquement dans une section « Liens externes », à la fin de l'article. Ces liens sont à choisir avec parcimonie suivant les règles définies. Si un lien sert de source à l'article, son insertion dans le texte est à faire par les notes de bas de page.
- La présentation des références doit suivre les conventions bibliographiques. Il est recommandé d'utiliser les modèles {{Ouvrage}}, {{Chapitre}}, {{Article}}, {{Lien web}} et/ou {{Bibliographie}}. Le mode d'édition visuel peut mettre en forme automatiquement les références.
- Insérer une infobox (cadre d'informations à droite) n'est pas obligatoire pour parachever la mise en page.

Pour une aide détaillée, merci de consulter Aide:Wikification.
Si vous pensez que ces points ont été résolus, vous pouvez retirer ce bandeau et améliorer la mise en forme d'un autre article.
Badajoz est une ville de la communauté autonome espagnole d'Estrémadure (Espagne), capitale de la province de Badajoz.

## Toponymie
Le premier nom documenté de la ville (IXe siècle) est l'arabe Batalyaws (بطليوس), qui n'a aucune signification dans cette langue et qui est donc une adaptation d'un nom de lieu plus ancien qui n'a pas survécu jusqu'à aujourd'hui. À partir du nom arabe, l'évolution phonétique jusqu'à l'actuel "Badajoz" est tout à fait régulière, et ses formes intermédiaires sont documentées,,.
En raison du lien erroné avec l'ancienne ville de Pax Julia (correspondant, en réalité, à la ville portugaise de Beja), le gentilicio utilisé pour ses habitants est "pacense", bien qu'aujourd'hui la forme "badajocense" soit également acceptée, bien qu'elle soit entendue moins fréquemment.
En restant dans le domaine de l'hypothèse (puisqu'il n'y a pas de documentation), l'origine du possible toponyme pré-arabe de la ville de Badajoz pourrait être le syntagme latin "vadum clausum" ("gué fermé"), puisque c'est le résultat attendu de cette forme, et que la ville a été fondée en 875 à côté d'un gué du Guadiana. Ce toponyme apparaît en 932 dans un seul document galicien avec la mention Badaliaucu (bien qu'il ne soit pas possible de savoir avec certitude s'il s'agit de notre ville), ce qui rappelle le toponyme français Badailhac (Cantal), avec des variantes documentées telles que Bataliús, Batalioz, Badalioz, Badalianzu, Badalocio, Badalonçe, Badalloi, Badallocio, Badallontio, Badallioz, Badalloç, Badajoç et d'autres constructions avec métathèse des mêmes mots. D'autres hypothèses ont été avancées historiquement, comme celle d'établir son origine dans l'expression arabe " balad al yawz " ("terre de noyers") comme suggéré par fray Diego de Guadix en 1593, mais il a déjà été vu plus haut que le véritable nom arabe de la ville est très bien documenté.
Sa désignation en ancien portugais et en galicien était "Badalhouce" à l'époque de la dynastie philippine (aujourd'hui "Badajoz" et "Badaxoz" respectivement).

## Géographie

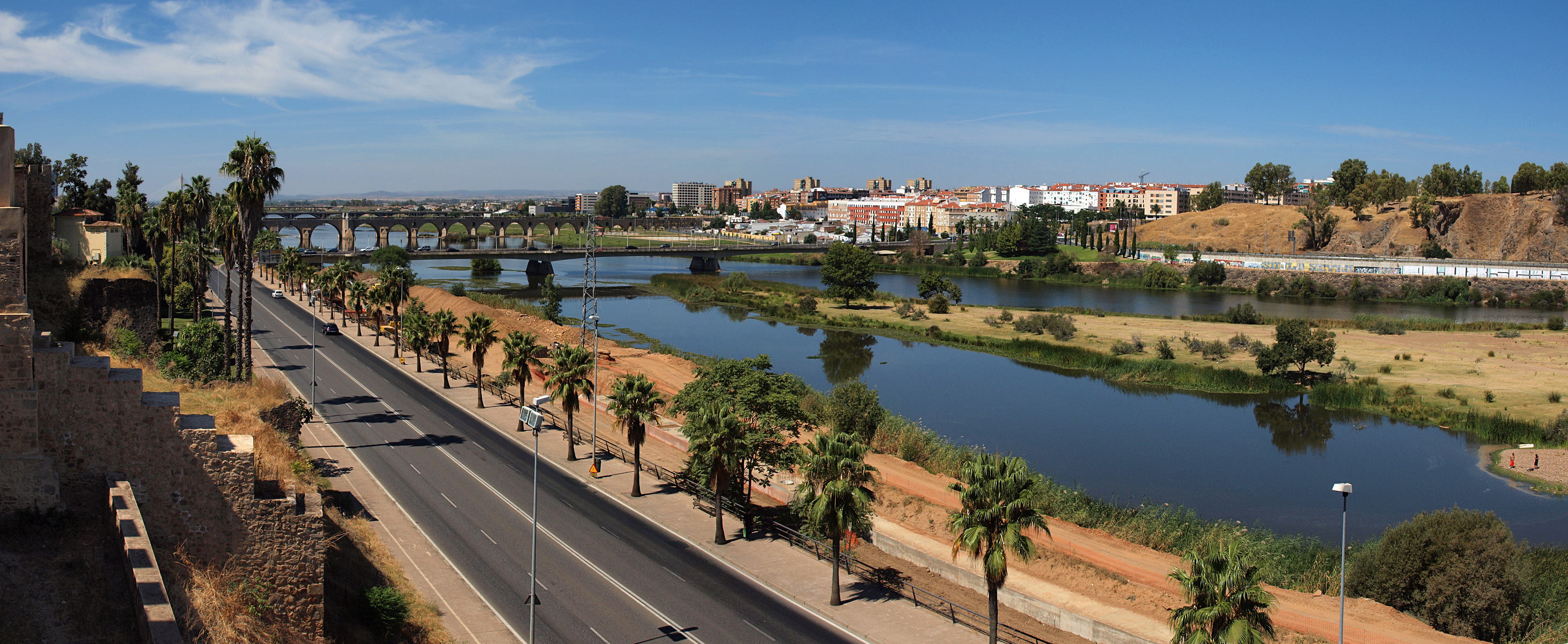
Vue de la rivière Guadiana depuis l'Alcazaba de Badajoz.

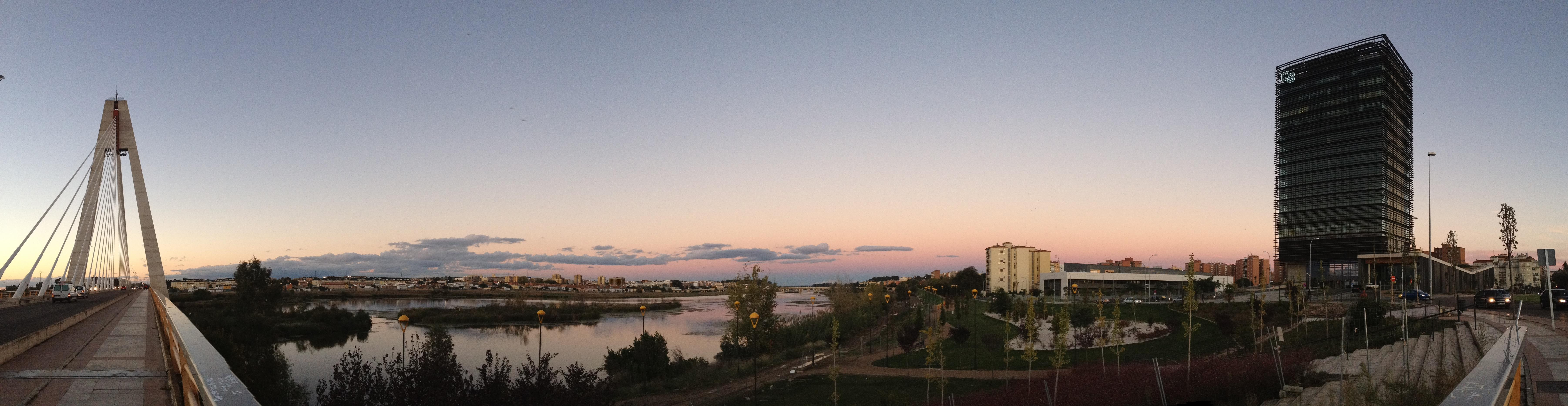
Vue du Guadiana passant par le pont royal et la tour de Caja Badajoz.

Badajoz est située au sud-ouest de la péninsule ibérique et à l'ouest de la province qui porte son nom, à la frontière avec le Portugal. Son centre-ville se trouve à un kilomètre de la frontière portugaise de Caya, du nom de la rivière qui sépare l'Espagne du Portugal dans cette zone. Elle fait partie de la région de Tierra de Badajoz.
En termes géologiques, elle est située dans le Sous-plateau méridional. Elle a été fondée sur les rives du Guadiana, sur une colline de calcaire paléozoïque, creusée par la rivière jusqu'à ce qu'elle atteigne une hauteur de 60 mètres. Sur cette colline, connue sous le nom de La Muela, se trouve l'Alcazaba, l'un des principaux monuments de la ville. La municipalité de Badajoz repose sur des sols issus des dépôts tertiaires qui ont comblé les reliefs paléozoïques. L'altitude du centre-ville est de 182 m au-dessus du niveau de la mer, tandis que l'altitude de la municipalité varie de 150 m dans le dernier tronçon de la municipalité de la rivière Guadiana à 532 m au nord de celle-ci, au pic Cancho de la Bandera (Sierra Luriana).
Le relief de Badajoz est très plat, car il est en grande partie occupé par les basses terres fertiles du Guadiana. Les altitudes dans cette zone, inférieures à 200 m au-dessus du niveau de la mer, sont les plus basses d'Estrémadure. À mesure que l'on s'éloigne de la rivière, l'altitude augmente légèrement, si bien qu'au nord de la municipalité, dans les contreforts de la Sierra de San Pedro (Sierra de Loriana), elle dépasse 500 m. Au sud également, dans les zones de pâturages proches de Barcarrota, Valverde de Leganés et Almendral, le relief est un peu plus escarpé.
Le Guadiana, l'un des fleuves les plus importants de la péninsule ibérique, traverse la ville d'est en ouest, puis tourne vers le sud. Les autres rivières qui traversent le territoire sont le Zapatón et l'Olivenza, tous deux affluents du Guadiana, le premier à droite et le second à gauche.
Son district municipal, qui borde le Portugal à l'ouest, est le plus grand de la province, bien que son territoire soit très réduit par rapport à la délimitation historique du passé (qui comprenait des villes telles que Valdelacalzada, Pueblonuevo del Guadiana, Guadiana, Talavera la Real, La Albuera, Valverde de Leganés, Almendral, Villar del Rey, Puebla de Obando, La Roca de la Sierra et Campo Maior, et d'autres encore plus éloignées comme Feria et Zafra.

### Climat

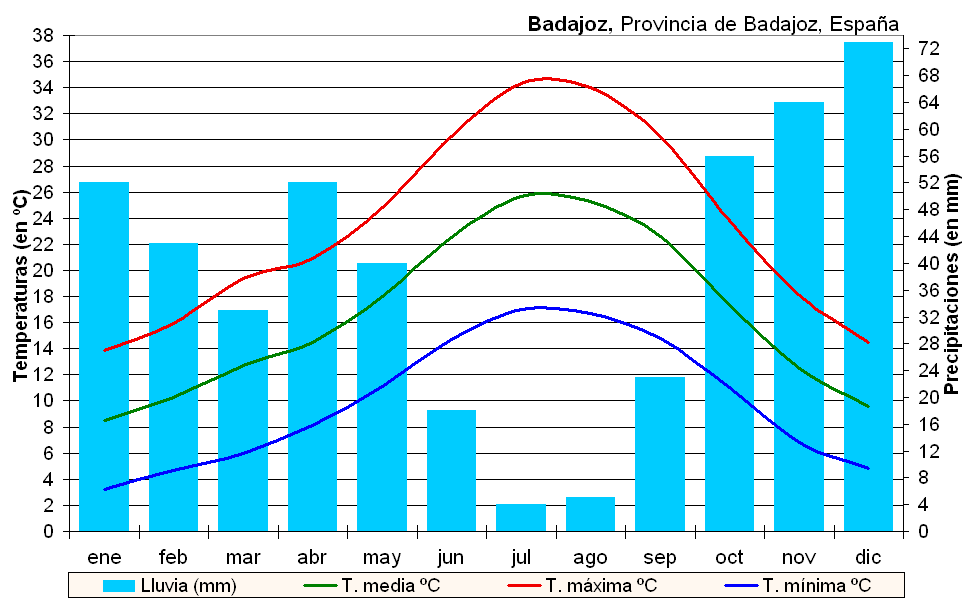
Climogramme de Badajoz

Selon la classification climatique de Köppen, le climat de Badajoz est méditerranéen (Csa) et peut être considéré, selon d'autres sources, comme un climat méditerranéen continentalisé (bien qu'avec une certaine influence atlantique), car il est généralement caractérisé par une large gamme de températures. Les hivers ne sont pas excessivement froids, ils sont un peu plus doux que dans d'autres régions de l'intérieur, mais les températures minimales descendent fréquemment en dessous de 0 °C, avec une moyenne d'environ 20 jours de gel. Les étés, en revanche, sont chauds, avec des températures maximales qui peuvent atteindre ou même dépasser 40 °C à l'occasion. Les précipitations sont parfois irrégulières, avec une moyenne annuelle d'environ 500 mm. Les mois les plus humides sont novembre et décembre. En revanche, les étés ont tendance à être secs, avec seulement quelques précipitations, généralement de nature orageuse. En automne et au printemps, le temps est plus instable que le reste de l'année, avec de fréquents orages. De nombreux brouillards sont également fréquents et peuvent être persistants, surtout en hiver, et durer parfois plusieurs jours sans se lever, la ville étant située au milieu de la vallée du Guadiana.
| Mois                                            | jan. | fév. | mars | avril | mai  | juin | jui. | août | sep. | oct. | nov. | déc. | année |
| ----------------------------------------------- | ---- | ---- | ---- | ----- | ---- | ---- | ---- | ---- | ---- | ---- | ---- | ---- | ----- |
| Température minimale moyenne (°C)               | −7,2 | −6,6 | −2,8 | −1,2  | 4,6  | 6,8  | 10,8 | 10,8 | 6,4  | 1,6  | −4,4 | −6   | −7,2  |
| Température moyenne (°C)                        | 8,6  | 10,3 | 13,3 | 15,1  | 18,7 | 23,4 | 26,1 | 25,9 | 22,9 | 17,8 | 12,7 | 9,7  | 17,1  |
| Température maximale moyenne (°C)               | 23,2 | 24,8 | 30   | 35,3  | 38,6 | 43,4 | 44,4 | 46   | 43   | 34,6 | 29,2 | 25,6 | 46    |
| Ensoleillement (h)                              | 146  | 163  | 226  | 244   | 292  | 335  | 376  | 342  | 261  | 206  | 155  | 114  | 2 860 |
| Précipitations (mm)                             | 49,6 | 41,6 | 29,9 | 48,6  | 36,1 | 14,2 | 3,9  | 4,8  | 23,5 | 60,8 | 65,4 | 68,7 | 447,1 |
| dont nombre de jours avec précipitations ≥ 1 mm | 6,6  | 6    | 4,9  | 7     | 5,6  | 2,2  | 0,5  | 0,7  | 3,2  | 7    | 7,3  | 8,2  | 59,2  |
| Humidité relative (%)                           | 79   | 74   | 65   | 64    | 58   | 52   | 48   | 49   | 56   | 68   | 76   | 82   | 64    |
| Nombre de jours avec neige                      | 0,1  | 0,1  | 0    | 0     | 0    | 0    | 0    | 0    | 0    | 0    | 0    | 0    | 0,1   |

| Diagramme climatique                                  |              |            |              |             |             |             |           |           |             |              |            |
| J                                                     | F            | M          | A            | M           | J           | J           | A         | S         | O           | N            | D          |
| 23,2−7,249,6                                          | 24,8−6,641,6 | 30−2,829,9 | 35,3−1,248,6 | 38,64,636,1 | 43,46,814,2 | 44,410,83,9 | 4610,84,8 | 436,423,5 | 34,61,660,8 | 29,2−4,465,4 | 25,6−668,7 |
| Moyennes : • Temp. maxi et mini °C • Précipitation mm |              |            |              |             |             |             |           |           |             |              |            |

| Donnée                                          | Valeur numérique   | Date                  |
| ----------------------------------------------- | ------------------ | --------------------- |
| Nombre maximal de jours de pluie dans le mois   | 24                 | novembre 1997         |
| Nombre maximum de jours de neige dans le mois   | 2                  | mars 1975             |
| Nombre maximal de jours de tempête dans le mois | 9                  | mai 2011              |
| Pluies maximales en un jour                     | 119,1 l/m2         | 5 novembre 1997       |
| Précipitations mensuelles les plus élevées      | 269,7 l/m2         | novembre 1997         |
| Précipitations mensuelles les plus faibles      | 0,0 l/m2           | décembre 1988         |
| Racha máxima de viento: velocidad y dirección   | Vel: 153, Dir: 230 | 13 janvier 1969 19:55 |
| Température maximale absolue                    | 46 °C              | 4 août 2018           |
| Température minimale absolue                    | −7,2 °C            | 28 janvier 2005       |

#### Flore et faune
Badajoz possède un important patrimoine naturel, dont le meilleur exemple est l'avifaune associée à la rivière Guadiana qui traverse la ville. Ce tronçon urbain de la rivière est catalogué comme ZPS (Zone de Protection Spéciale pour les Oiseaux) selon la Directive Oiseaux, étant l'une des 21 existantes dans les centres urbains de la région. En outre, cette ZPS est flanquée de deux ZSC (zones spéciales de conservation) de la directive Habitat : la rivière Gévora Bajo et le Guadiana Internacional, ce dernier chevauchant une partie de la ZPS. La faune présente dans la ZPS est considérée comme étant d'importance internationale selon les critères de RAMSAR.

## Histoire

### Origines
La ville est fondée en 875 par 'Abd al Rahmân Ibn Marwan, un descendant d'une famille de muwallad (romane ou wisigothique, convertie à l'islam), en révolte contre l'émir de Cordoue Muhammad Ier. La région tout entière devient le fief d'Ibn Marwân, qui fonde également Marvão (Portugal). La ville devient l'une des plus importantes de la péninsule, au point de compter près de 25 000 habitants. La chute du califat en 1031 permet à Badajoz de constituer un royaume indépendant (taïfa), qui s'étend sur une bonne partie du Portugal et de l'Extrémadure actuels, mais finit par être conquis par les Almoravides en 1094. Les Portugais tentent sans succès de prendre la ville en 1169.
Le roi de León Alphonse IX conquiert la ville le 19 mars 1230, qui devient plus tard un évêché mais tombe en décadence. En 1336, Badajoz est à nouveau assiégée par les Portugais qui se retirent après leur défaite face aux Castillans à Villanueva de Barcarrota. En 1811, la ville est assiégée deux fois, puis encore une fois l'année suivante.

### Époque moderne
En 1936, durant la guerre d'Espagne, le 14 août 1936 a lieu la bataille de Badajoz qui fait plus de 1 000 morts. La ville est reprise par les nationalistes espagnols. Après la bataille, a lieu le massacre de Badajoz : le général Juan Yagüe rassemble dans l'arène entre 2 000 à 4 000 personnes et les fait exécuter. Selon le recensement de 1930, Badajoz présentait 41 122 habitants, ce qui amène à estimer à 10 % la population massacrée, dans le cas d'une estimation haute.

## Politique et administration
Badajoz appartient à la province éponyme, dont elle constitue la capitale, et à la communauté autonome d'Estrémadure. Elle accueille donc le siège de la députation provinciale.

### Mairie de Badajoz

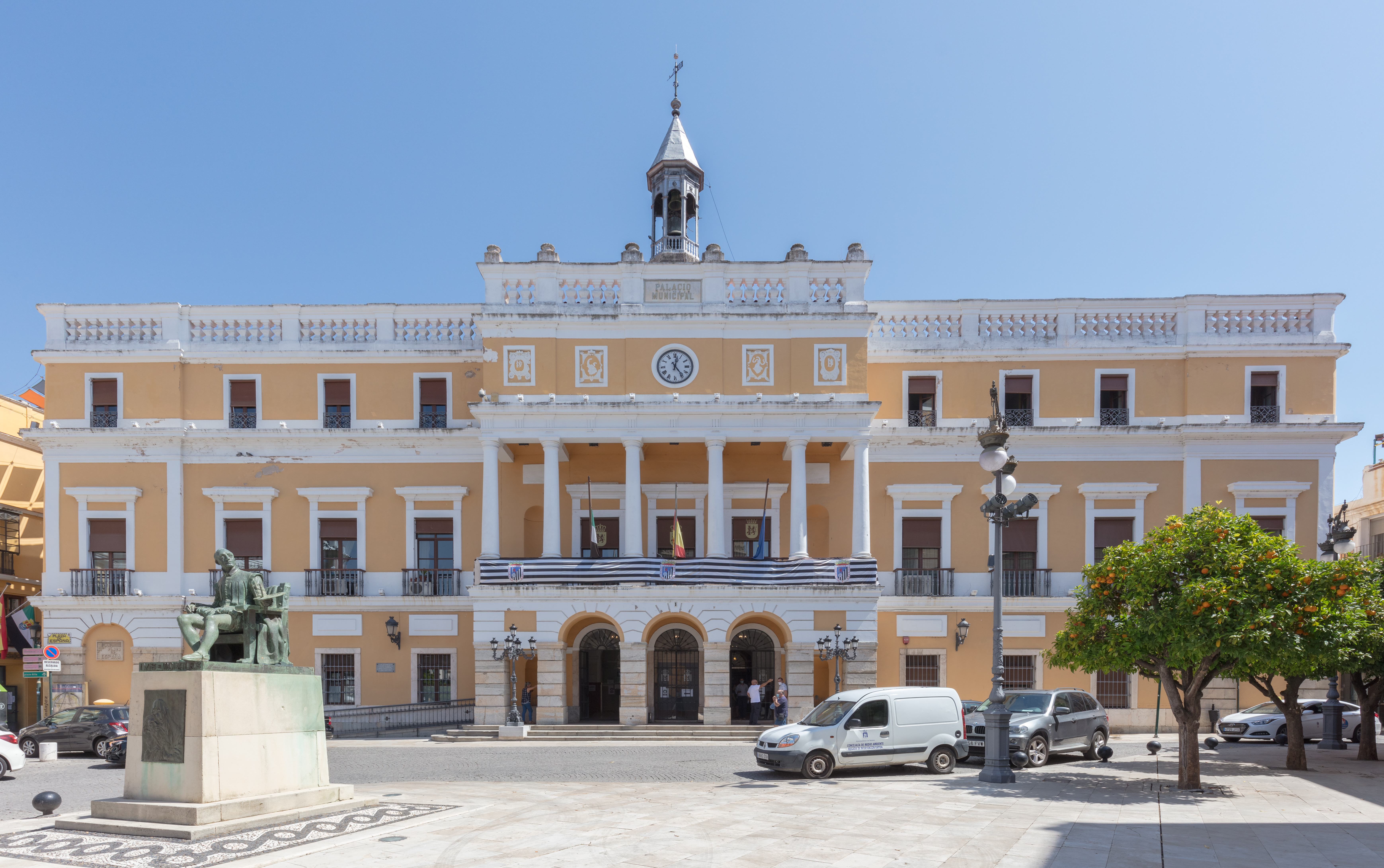
L'hôtel de ville de Badajoz.

La mairie de Badajoz est l'une des quatre administrations publiques ayant une responsabilité politique dans la ville de Badajoz, avec l'administration centrale de l'État, la Junte d'Estrémadure et la députation provinciale.
Depuis 1979, ses dirigeants politiques sont élus au suffrage universel par les citoyens de Badajoz ayant le droit de vote, lors d'élections organisées tous les quatre ans.
L'hôtel de ville est situé sur la Plaza de España de Badajoz, à côté de la cathédrale de San Juan Bautista.
La mairie est l'organe qui a le plus de pouvoirs et de fonctionnaires dans la ville, car il réglemente la vie quotidienne des citoyens, et des questions importantes telles que l'urbanisme, les transports, la perception des impôts municipaux, la gestion de la sécurité routière à travers la Police locale, l'entretien des voies publiques (asphaltage, nettoyage...) et des jardins.
Elle est également responsable de la construction d'équipements municipaux tels que les jardins d'enfants, les centres sportifs, les bibliothèques, les maisons de retraite et les logements sociaux.

### Conseil municipal
Lors des élections municipales du 26 mai 2019, la ville de Badajoz comptait 150 530 habitants. Son conseil municipal (Pleno del Ayuntamiento) se compose donc de 27 élus.
| Parti | Parti | 1979 | 1983 | 1987 | 1991 | 1995 | 1999 | 2003 | 2007 | 2011 | 2015 | 2019 | 2023 |
| ----- | ----- | ---- | ---- | ---- | ---- | ---- | ---- | ---- | ---- | ---- | ---- | ---- | ---- |
|       | CDS   |      |      | 4    |      |      |      |      |      |      |      |      |      |
|       | Cs    |      |      |      |      |      |      |      |      |      | 2    | 4    |      |
|       | PCE   | 3    | 2    |      | 2    | 3    | 2    | 1    | 1    | 2    |      |      |      |
|       | IU    | 3    | 2    |      | 2    | 3    | 2    | 1    | 1    | 2    |      |      |      |
|       | CD    |      | 10   | 8    | 10   | 16   | 16   | 15   | 15   | 17   | 13   | 9    | 14   |
|       | CP    |      | 10   | 8    | 10   | 16   | 16   | 15   | 15   | 17   | 13   | 9    | 14   |
|       | AP    |      | 10   | 8    | 10   | 16   | 16   | 15   | 15   | 17   | 13   | 9    | 14   |
|       | PP    |      | 10   | 8    | 10   | 16   | 16   | 15   | 15   | 17   | 13   | 9    | 14   |
|       | PSOE  | 10   | 15   | 15   | 15   | 8    | 9    | 11   | 11   | 8    | 9    | 12   | 10   |
|       | RB    |      |      |      |      |      |      |      |      |      | 3    |      |      |
|       | UP    |      |      |      |      |      |      |      |      |      |      | 1    |      |
|       | UCD   | 14   |      |      |      |      |      |      |      |      |      |      |      |
|       | Vox   |      |      |      |      |      |      |      |      |      |      | 1    | 3    |
| Total | Total | 27   | 27   | 27   | 27   | 27   | 27   | 27   | 27   | 27   | 27   | 27   | 27   |

### Liste des maires
| Mandature | Maire | Maire                                                      | Parti |
| --------- | ----- | ---------------------------------------------------------- | ----- |
| 1979-1983 |       | Luis Movilla Montero (es)                                  | UCD   |
| 1983-1987 |       | Manuel Rojas Torres (es)                                   | PSOE  |
| 1987-1991 |       | Manuel Rojas Torres (es)                                   | PSOE  |
| 1991-1995 |       | Manuel Rojas Torres (es) Gabriel Montesinos (es) (12/1991) | PSOE  |
| 1995-1999 |       | Miguel Celdrán                                             | PP    |
| 1999-2003 |       | Miguel Celdrán                                             | PP    |
| 2003-2007 |       | Miguel Celdrán                                             | PP    |
| 2007-2011 |       | Miguel Celdrán                                             | PP    |
| 2011-2015 |       | Miguel Celdrán Francisco Javier Fragoso (es) (2013)        | PP    |
| 2015-2019 |       | Francisco Javier Fragoso (es)                              | PP    |
| 2019-2023 |       | Francisco Javier Fragoso (es)                              | PP    |
| 2019-2023 |       | Ignacio Gragera (es) (2021)                                | Cs    |
| 2023-2027 |       | Ignacio Gragera (es) (2021)                                | PP    |

## Population et société

### Démographie
Lors du recensement de 2021, la ville compte 151 048 habitants, ce qui en fait la commune la plus peuplée d'Estrémadure et représente 22,5 % de la population totale de la province de Badajoz et 14,2 % de la communauté d'Estrémadure.
Bien qu'il s'agisse de la ville ayant le plus grand nombre d'habitants en Estrémadure, elle a une densité de population relativement faible (104,9 hab/km²), en raison de la taille de sa zone municipale, l'une des plus grandes d'Espagne, avec 1 440,37 km2. Malgré cela, la densité est plus élevée que dans l'ensemble de l'Espagne (93 hab/km²). Par rapport à l'extremeño, elle quadruple presque sa moyenne, qui s'élevait en 2007 à 26,03 hab./km2.
Il faut savoir que, outre le centre métropolitain, son territoire municipal comprend des pedanía, des quartiers et des localités à faible densité de population. Sur les 26 noyaux qui composent la municipalité, seuls cinq comptent plus de 1 000 habitants, toujours en dehors du centre urbain de Badajoz. Le plus peuplé d'entre eux est Gévora, avec 2 384 habitants.

### Évolution démographique historique
L'évolution démographique selon les recensements.

### Évolution démographique récente
Évolution démographique récente selon les registres municipaux.

### Population et nationalité
Répartition de la population par nationalité.
| Nationalité | Hommes | Femmes | Total  | %      | Proportion |
| ----------- | ------ | ------ | ------ | ------ | ---------- |
| Espagnole   | 70147  | 74754  | 144901 | 96.5 % |            |
| Étrangère   | 2487   | 2758   | 5245   | 3.5 %  |            |

| Pays                   | Hommes | Femmes | Total | %      | Proportion |
| ---------------------- | ------ | ------ | ----- | ------ | ---------- |
| Portugal               | 678    | 484    | 1162  | 22.2 % |            |
| Brésil                 | 144    | 304    | 448   | 8.5 %  |            |
| Chine                  | 212    | 211    | 423   | 8.1 %  |            |
| Colombie               | 182    | 241    | 423   | 8.1 %  |            |
| Roumanie               | 167    | 204    | 371   | 7.1 %  |            |
| Maroc                  | 197    | 153    | 350   | 6.7 %  |            |
| Venezuela              | 58     | 104    | 162   | 3.1 %  |            |
| Paraguay               | 31     | 99     | 130   | 2.5 %  |            |
| Pérou                  | 47     | 83     | 130   | 2.5 %  |            |
| Italie                 | 65     | 53     | 118   | 2.2 %  |            |
| Cuba                   | 54     | 52     | 106   | 2.0 %  |            |
| Argentine              | 41     | 36     | 77    | 1.5 %  |            |
| Bolivie                | 32     | 42     | 74    | 1.4 %  |            |
| Royaume-Uni            | 46     | 28     | 74    | 1.4 %  |            |
| Pakistan               | 53     | 15     | 68    | 1.3 %  |            |
| Équateur               | 21     | 41     | 62    | 1.2 %  |            |
| France                 | 22     | 31     | 53    | 1.0 %  |            |
| République dominicaine | 18     | 29     | 47    | 0.8 %  |            |
| Sénégal                | 36     | 9      | 45    | 0.8 %  |            |
| Algérie                | 25     | 8      | 33    | 0.6 %  |            |
| Chili                  | 10     | 18     | 28    | 0.5 %  |            |
| Ukraine                | 11     | 16     | 27    | 0.5 %  |            |
| Pologne                | 7      | 19     | 26    | 0.4 %  |            |
| Allemagne              | 14     | 7      | 21    | 0.4 %  |            |
| Bulgarie               | 11     | 9      | 20    | 0.3 %  |            |
| Russie                 | 6      | 12     | 18    | 0.3 %  |            |
| Nigeria                | 8      | 3      | 11    | 0.2 %  |            |
| Uruguay                | 1      | 2      | 3     | 0.05 % |            |

### Répartition de la population
Les pyramides montrent la répartition de la population en groupes quinquennaux.
| Hommes | Classe d’âge | Femmes |
| ------ | ------------ | ------ |
| 4      | 100 et plus  | 10     |
| 27     | 95-99        | 78     |
| 117    | 90-94        | 397    |
| 309    | 85-89        | 859    |
| 779    | 80-84        | 1 632  |
| 1 357  | 75-79        | 2 219  |
| 1 977  | 70-74        | 2 779  |
| 2 436  | 65-69        | 2 988  |
| 2 480  | 60-64        | 2 818  |
| 3 520  | 55-59        | 3 771  |
| 3 791  | 50-54        | 4 039  |
| 4 459  | 45-49        | 4 754  |
| 5 237  | 40-44        | 5 592  |
| 5 633  | 35-39        | 5 897  |
| 5 765  | 30-34        | 5 710  |
| 6 112  | 25-29        | 5 836  |
| 5 741  | 20-24        | 5 582  |
| 5 021  | 15-19        | 4 716  |
| 4 680  | 10-14        | 4 273  |
| 3 910  | 5-9          | 3 821  |
| 3 726  | 0-4          | 3 563  |

| Hommes | Classe d’âge | Femmes |
| ------ | ------------ | ------ |
| 4      | 100 et plus  | 25     |
| 50     | 95-99        | 208    |
| 281    | 90-94        | 760    |
| 859    | 85-89        | 1 657  |
| 1 303  | 80-84        | 2 017  |
| 2 276  | 75-79        | 3 084  |
| 2 828  | 70-74        | 3 608  |
| 3 585  | 65-69        | 4 160  |
| 4 636  | 60-64        | 5 232  |
| 5 287  | 55-59        | 5 793  |
| 5 663  | 50-54        | 6 004  |
| 6 316  | 45-49        | 6 371  |
| 5 883  | 40-44        | 6 176  |
| 4 956  | 35-39        | 5 216  |
| 4 627  | 30-34        | 4 446  |
| 4 038  | 25-29        | 3 917  |
| 3 962  | 20-24        | 3 824  |
| 4 219  | 15-19        | 4 054  |
| 4 582  | 10-14        | 4 230  |
| 4 009  | 5-9          | 3 745  |
| 3 270  | 0-4          | 2 985  |

## Économie
Le secteur des services est le secteur dominant de la ville. Le commerce est alimenté par des clients de la province et du Portugal. En raison de l'importance de ces relations commerciales avec le pays voisin, la nouvelle Institution de la foire de Badajoz (IFEBA) a été inaugurée en 2006, à côté de la frontière de la rivière Caya. Elle représente également un important centre de communication entre les deux pays, et la construction d'une plate-forme logistique et l'arrivée du train à grande vitesse sont prévues. La ville dispose également d'un aéroport, situé à 14 km du centre-ville, agrandi en 2009, d'un Palais des Congrès et d'un parc aquatique et de loisirs, Lusiberia. Les terrains industriels de la ville sont presque entièrement concentrés dans une grande zone industrielle, El Nevero, située à côté de l'A-5, qui ne cesse de s'étendre. Des entreprises d'une grande variété de secteurs y sont installées. En outre, il existe d'autres zones industrielles sur les routes d'accès à la ville et dans de petites zones industrielles dans des quartiers tels que San Roque.
Au cours de l'été 2007, le projet de construction du nouveau siège de la Caja Badajoz a été présenté, dont la construction a commencé en octobre 2008 et qui est actuellement utilisé. Il s'agit d'un centre financier avec un bâtiment de 88 m de haut, ce qui en fait le bâtiment le plus haut d'Estrémadure.

### Comercio

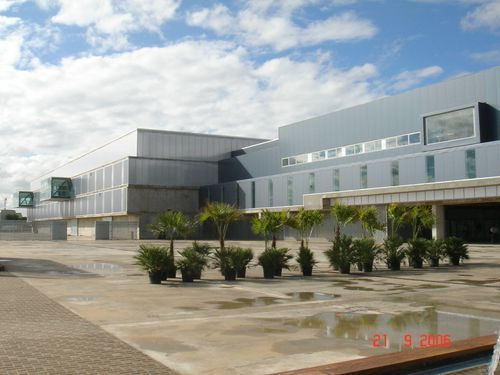
Installations de l'IFEBA

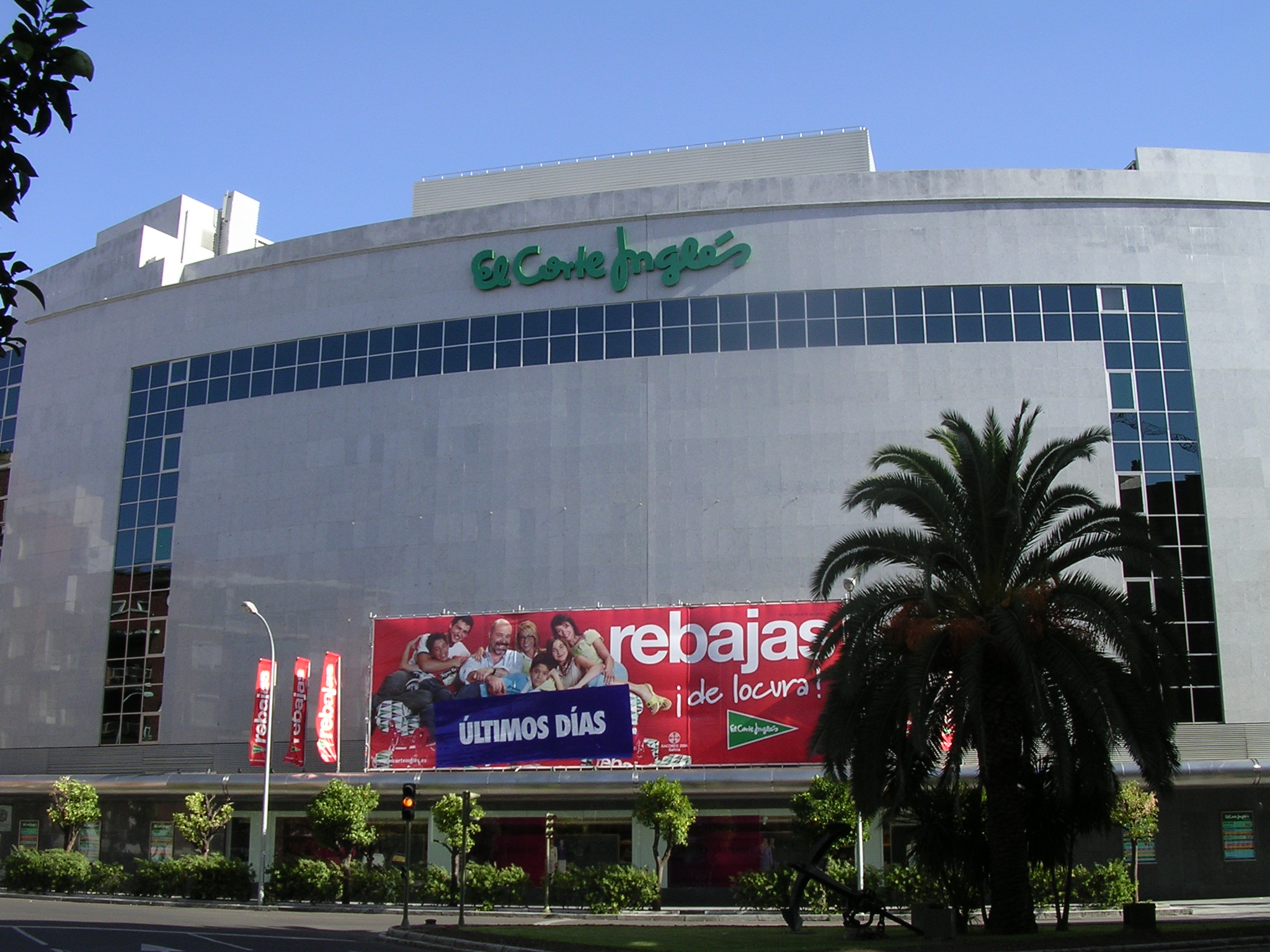
El Corte Inglés, Badajoz

Badajoz est avant tout une ville commerciale. Sa zone d'influence est la première de la région avec 600 000 habitants, la 25e d'Espagne, selon l'annuaire économique de l'Espagne 2007, publié par le service de recherche de La Caixa. Il existe plusieurs zones consolidées où abondent toutes sortes de magasins et de franchises. La rue commerçante par excellence est Menacho, où se trouvent la plupart des chaînes nationales et internationales. Cette rue, ainsi que d'autres dans les environs, forment le "Centro Comercial Abierto Menacho". Il s'agit du principal centre commercial en plein air d'Estrémadure, visité chaque année par des milliers de Portugais. C'est pourquoi la zone a fait l'objet d'un traitement particulier, avec notamment l'installation de systèmes de brumisation d'eau pour créer un microclimat plus frais.
El Casco Antiguo, tras haber perdido el liderazgo de antaño en el comercio de Badajoz, se recupera poco a poco y cada vez abren nuevos establecimientos.
Une autre zone florissante est celle qui entoure la Plaza de Conquistadores, avec El Corte Inglés comme principale locomotive, qui a été rejointe par des chaînes et des magasins formant un pôle d'attraction commerciale qui s'étend jusqu'à la zone de Santa Marina. Le quatrième " Centre commercial ouvert " de la ville est en préparation. En termes de grands centres commerciaux, Badajoz dispose de :
- El Corte Inglés
- Carrefour Valdepasillas et Valverde
- Centre commercial Conquistadores
- Centre commercial El Faro
- Centre commercial La Plaza
- Centre commercial Las Vaguadas
- Parc commercial Ronda Norte
- Leroy Merlin

### Tourisme
| Lits d'hôtel à Badajoz en 2009 | Lits d'hôtel à Badajoz en 2009 | Lits d'hôtel à Badajoz en 2009 | Lits d'hôtel à Badajoz en 2009 |
| Type                           | Type                           | Établissements                 | Chambres                       |
| ------------------------------ | ------------------------------ | ------------------------------ | ------------------------------ |
| Hôtels                         | 5 étoiles                      | 1                              | 58                             |
| Hôtels                         | 4 étoiles                      | 6                              | 603                            |
| Hôtels                         | 3 étoiles                      | 3                              | 303                            |
| Hôtels                         | 2 étoiles                      | 3                              | 94                             |
| Hôtels                         | Total                          | 13                             | 1058                           |
| Aparthotels                    | 3 étoiles                      | 1                              | 50                             |
| Aparthotels                    | Total                          | 1                              | 50                             |
| Auberges de jeunesse           | 2 étoiles                      | 1                              | 8                              |
| Auberges de jeunesse           | 1 étoile                       | 8                              | 105                            |
| Auberges de jeunesse           | Total                          | 9                              | 113                            |
| Pensions                       | 1 étoile                       | 1                              | 9                              |
| Pensions                       | Total                          | 1                              | 9                              |
| TOTAL                          | TOTAL                          | 24                             | 1230                           |

La ville de Badajoz possède de nombreux sites touristiques qui retracent son histoire, depuis l'an 875, date de la fondation de la ville par Ibn Marwan, jusqu'à aujourd'hui. Outre les nombreux festivals, foires et fêtes d'importance dans tout le pays, Badajoz dispose d'une importante enclave hôtelière qui, à des dates comme Pâques ou Carnaval, atteint généralement 100 % de lits d'hôtel occupés. Outre l'offre hôtelière présentée dans le tableau de droite, d'autres hôtels seront bientôt en construction ou en projet, ainsi qu'un Parador Nacional de 90 chambres et un spa urbain dans le bâtiment de l'ancien Hospital Provincial de San Sebastián. Badajoz possède un important patrimoine historico-culturel ; son centre historique est remarquable, avec un grand ensemble historico-archéologique et monumental, avec différentes visites guidées.
Badajoz est un membre fondateur du réseau des villes cathédrales. Avec la ville portugaise voisine d'Elvas, elle fait partie de la Route des fortifications, dans le cadre de la Coopération transfrontalière entre l'Espagne et le Portugal.
Les événements culturels qui attirent les foules, tels que "La Ciudad Encendida" et "La Noche en Blanco", font de la ville la capitale culturelle du sud-ouest ibérique,. Il présente également les différentes traditions, les festivals et les événements culturels qui ont lieu dans la ville.

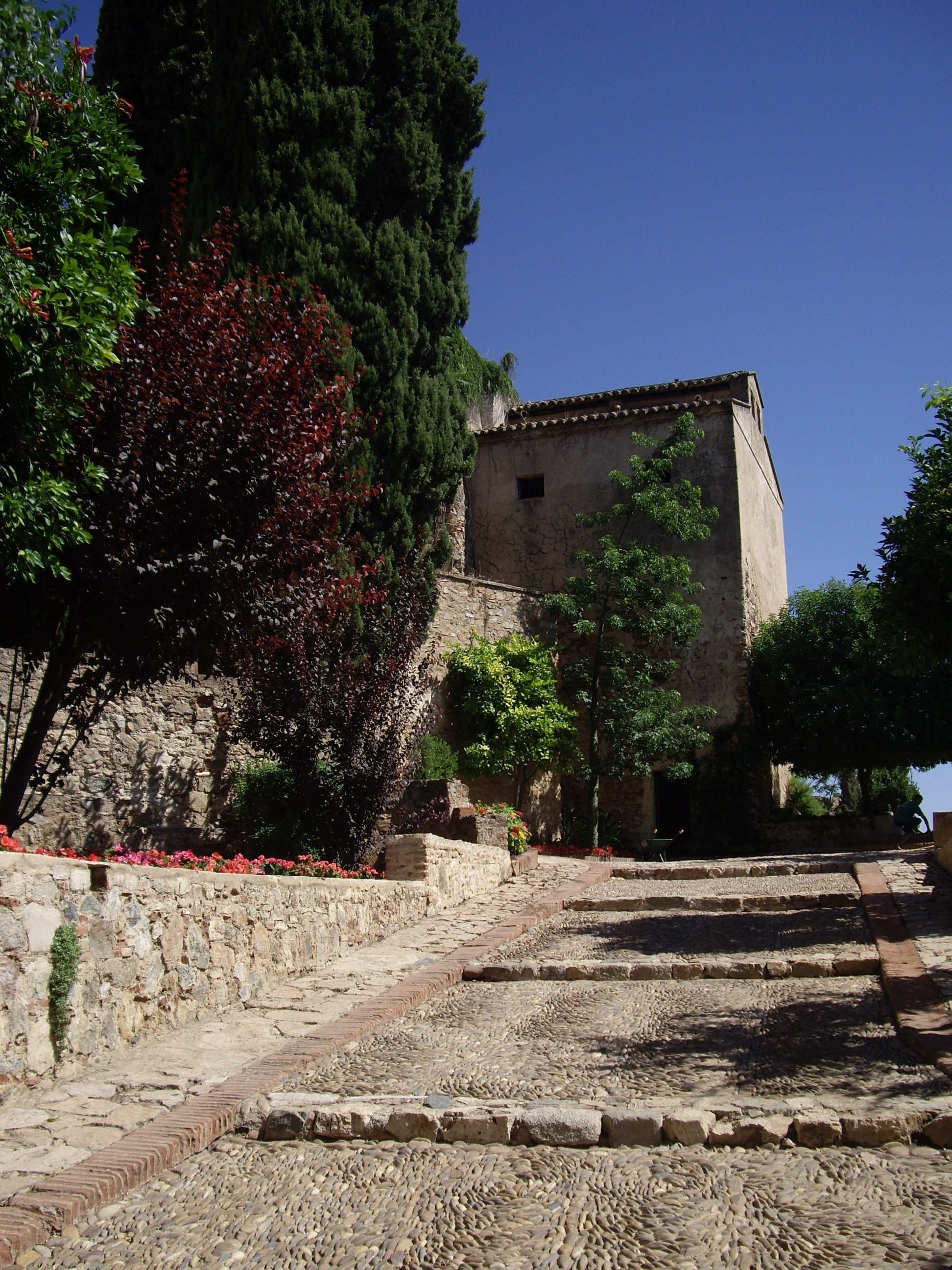
Partie ancienne ou quartier historique de l'ensemble historico-artistique, archéologique et monumental de la ville de Badajoz

Badajoz possède la seule zone urbaine de protection spéciale pour les oiseaux (ZPS) qui existe dans le pays.
- Itinéraire des musées
- Itinéraire des fortifications et des portes historiques
- Itinéraire de l'Alcazaba
- Itinéraire des églises et des couvents
- Itinéraire des bâtiments historiques et singuliers
- Itinéraire des parcs et jardins
- Itinéraires gastronomiques
- Tourisme naturel et ornithologique
- Route des sites historiques[26]

## Développement durable
En 2020, Badajoz a été classée 50e sur 101 villes espagnoles classées par une étude de l'Université polytechnique de Valence selon son degré de réalisation des Objectifs de développement durable fixés par l'Agenda 2030
. Son niveau de conformité n'était élevé que pour la cible relative à la fin de la faim.

## Services

### Éducation
Cité universitaire
Le campus de Badajoz comprend les facultés d'ingénierie agricole, d'ingénierie industrielle, de documentation et de communication, de sciences, d'économie et de gestion, d'éducation et de médecine, ainsi que l'école d'infirmières de l'hôpital Infanta Cristina, rattachée au Service de santé d'Estrémadure. Le campus virtuel de l'université d'Estrémadure (CVUE) complète l'enseignement que les étudiants reçoivent en classe. Sur le campus de Badajoz, situé à la périphérie de la ville, se trouve un observatoire astronomique, dédié à la photométrie CCD, qui dispose d'un réflecteur newtonien de 40 cm de diamètre et qui fonctionne avec celui installé sur le campus de Cáceres, le catadioptre de 20,3 cm situé à Aldea Moret, à la périphérie de Cáceres et le catadioptre de 35,5 cm installé à l'observatoire de Las Pegueras Navas de Oro (Ségovie), tous deux dédiés à la photométrie en bande V, bande R et spectroscopie d'étoiles variables.
Elle abrite également le siège de l'UNED (Espagne), sur la Plaza Alta, qui correspond à l'Aula Universitaria de Badajoz, dépendant du Centro Regional Asociado de Mérida.
École de langues
- École de langues officielle de Badajoz. Située dans le centre historique, dans le Palacio de Godoy[29].

Académies privées
- Le Centre artistique de Badajoz se distingue. Il abrite l'une des expositions artistiques sur les botijos les plus complètes d'Espagne.

### Sécurité

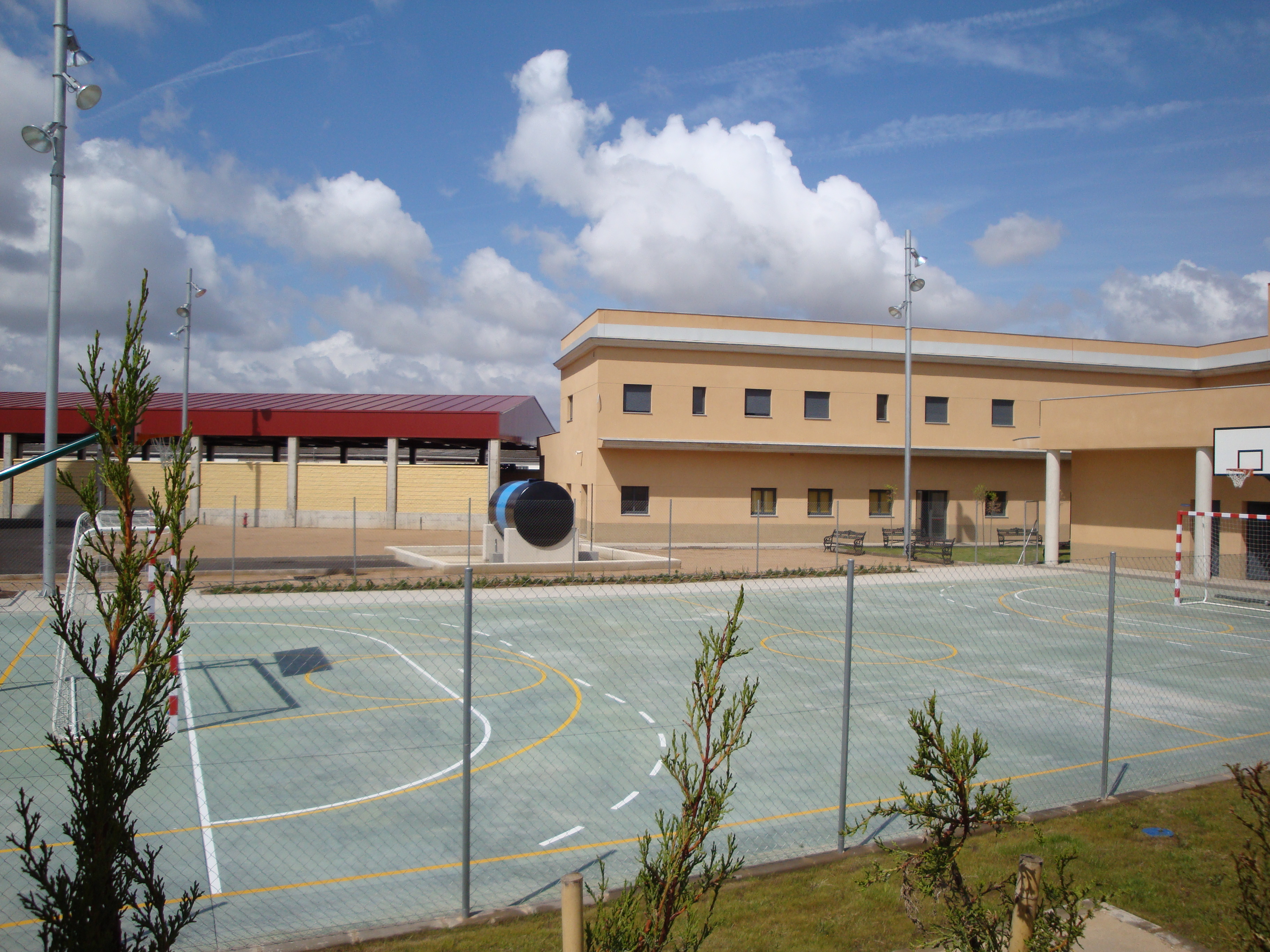
Nouvelle caserne de pompiers dans la zone industrielle El Nevero

- Encadrement supérieur de la Police d'Estrémadure, basée à Badajoz et couvrant l'ensemble de l'Estrémadure. Située sur l'avenue Ramón y Cajal.
- Commandement de la Guardia Civil et poste de la région d'Estrémadure. Situé sur la Plaza de Santo Domingo.
- Poste de circulation de la Guardia Civil. Situé à C/ Antonio Pessini.
- Poste fiscal de la Guardia Civil à l'Aéroport de Badajoz.
- Poste fiscal de la Guardia Civil à la frontière de Caya.
- Unité opérationnelle régionale du Service de surveillance douanière, basée dans la délégation spéciale de l'Agence nationale de l'administration fiscale en Estrémadure, située sur la Plaza de San Francisco.
- Centre de coopération policière et douanière de Caya (CCPA), composé, du côté espagnol, de personnel de la Guardia Civil, de la Policía Nacional et de la Vigilancia Aduanera et, du côté portugais, de la Guardia Nacional Republicana, des Servicios de Extranjeros Fronteras et du Servicio de Aduanas. Les quartiers généraux sont situés au poste frontière de Caya.
- Police municipale, située dans la rue Montesinos.
- Centre pénitentiaire de Badajoz. Construit en 1983, il est situé sur la Carretera de Olivenza, km(sd)7,3.

Défense
Badajoz est le siège de la Délégation à la défense en Estrémadure, et de sa sous-délégation provinciale correspondante, qui est responsable de l'administration militaire du Ministère de la Défense de l'Espagne dans la communauté autonome d'Estrémadure,, Il est également le siège régional, et la sous-délégation provinciale correspondante, de l'Institut social des forces armées. Le district municipal de Badajoz compte actuellement deux centres militaires importants. La caserne Bótoa, rebaptisée Base General Menacho et située sur la route EX-110, appartient à l'Armée de terre et abrite les quartiers généraux des unités suivantes :
- Brigade d'infanterie mécanisée "Extremadura" XI
- Régiment blindé "Castille" n° 16
- Régiment d'infanterie "Savoie" n° 6
- Groupe d'artillerie de campagne ATP XI
- Bataillon de sapeurs XI
- Bataillon d'état-major XI
- Groupe logistique XI
- Unité de services de la base du général Menacho
- Base aérienne de Talavera la Real

### Santé

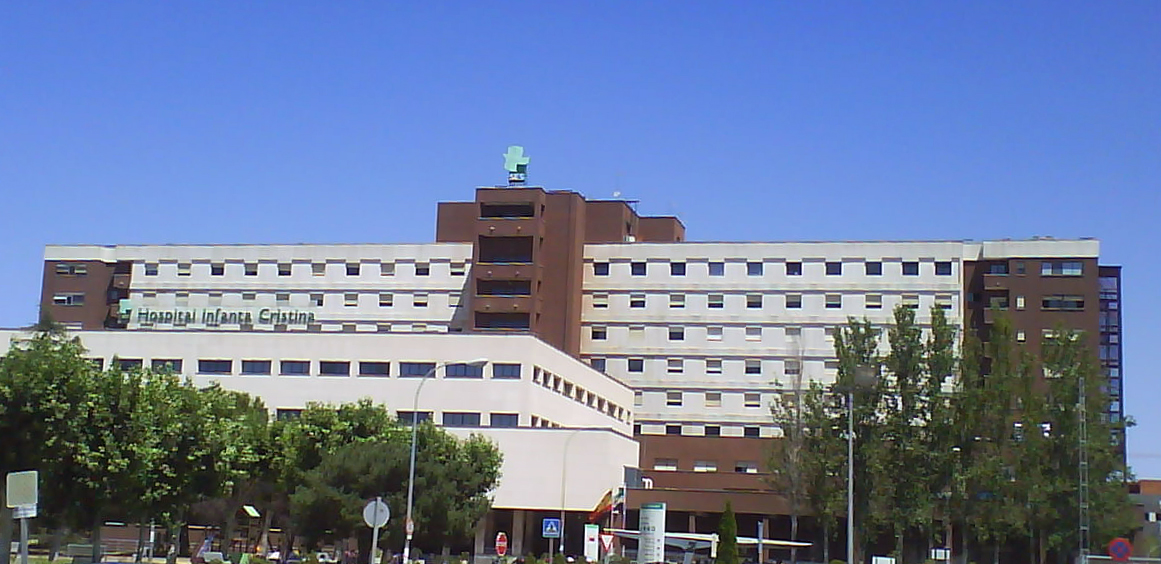
Hôpital universitaire de Badajoz

Hôpitaux
- Hôpital universitaire de Badajoz[33]
- Hôpital d'aide permanente
- Hôpital maternelle et infantile

Cliniques
- Clinique Clideba de Capio
- Clinique de casernement de Capio
- Clinique de santé d'Estrémadure

Centres de soins
- Cité des jardins[34]
- La Paz[35]
- El Progreso[36]
- San Fernando[37]
- San Roque[38]
- Valdepasillas[39]
- Zona Centro[40]
- Gévora[41],[42],[43]
- Cerro Gordo[44]

### Cimetières
- Cimetière de San Juan ou Cementerio Viejo (vieux cimetière)
- Cimetière de Notre Dame de la Solitude

Cimetières des différents quartiers gérés par la mairie de Badajoz :
- Cimetière de la Vierge des neiges à Balboa
- Cimetière de l'Immaculée Conception de Gévora
- Cimetière de San Isidro à Novelda
- Cimetière de Notre-Dame de l'Assomption à Sagrajas
- Cimetière du Cœur Immaculé de Marie de Valdebótoa
- Cimetière de Santiago Apóstol de Villafranco del Guadiana

### Protection animale
- Service municipal de protection des animaux
- Parc à chiens

### Transports
Connexions
Accès aérien

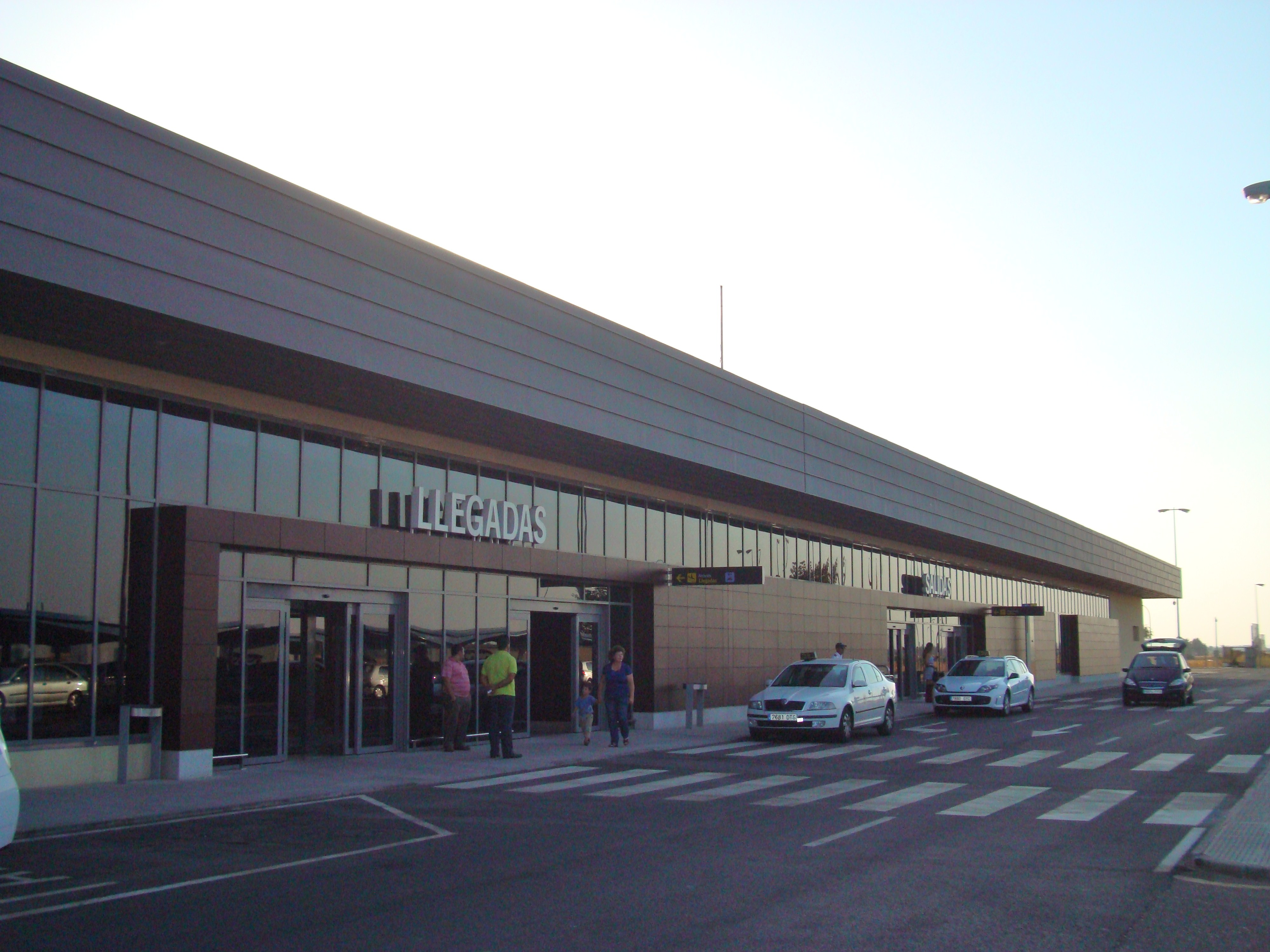
Aéroport de Badajoz, situé près de Talavera la Real

Badajoz dispose d'un aéroport, situé à environ 14 km de la ville et à proximité de la Base aérienne de Talavera la Real.
L'aéroport international de Badajoz partage une piste et une tour de contrôle avec la base aérienne de l'armée de l'air espagnole de Talavera la Real (historiquement liée à Badajoz et à sa municipalité). La zone civile (aéroport), gérée par AENA, propose des vols directs vers Barcelone et Madrid-Barajas, et pendant la saison estivale, également vers Gran Canaria, Tenerife Sur, Palma de Majorque, Paris-Orly et Valencia.
L'aire de trafic pour les avions est de 30 000 m2 pour l'aviation commerciale et de 5 000 m2 pour l'aviation générale. Elle permet la présence simultanée de cinq avions. Dans la zone centrale du hall, il y a huit comptoirs d'enregistrement plus un pour les bagages spéciaux. L'aérogare a une superficie de 4 401 m2. Le parking compte 245 places de stationnement, toutes gratuites et dotées d'un auvent. Il dispose également d'une nouvelle centrale électrique qui alimente toutes les installations.
Accès routier

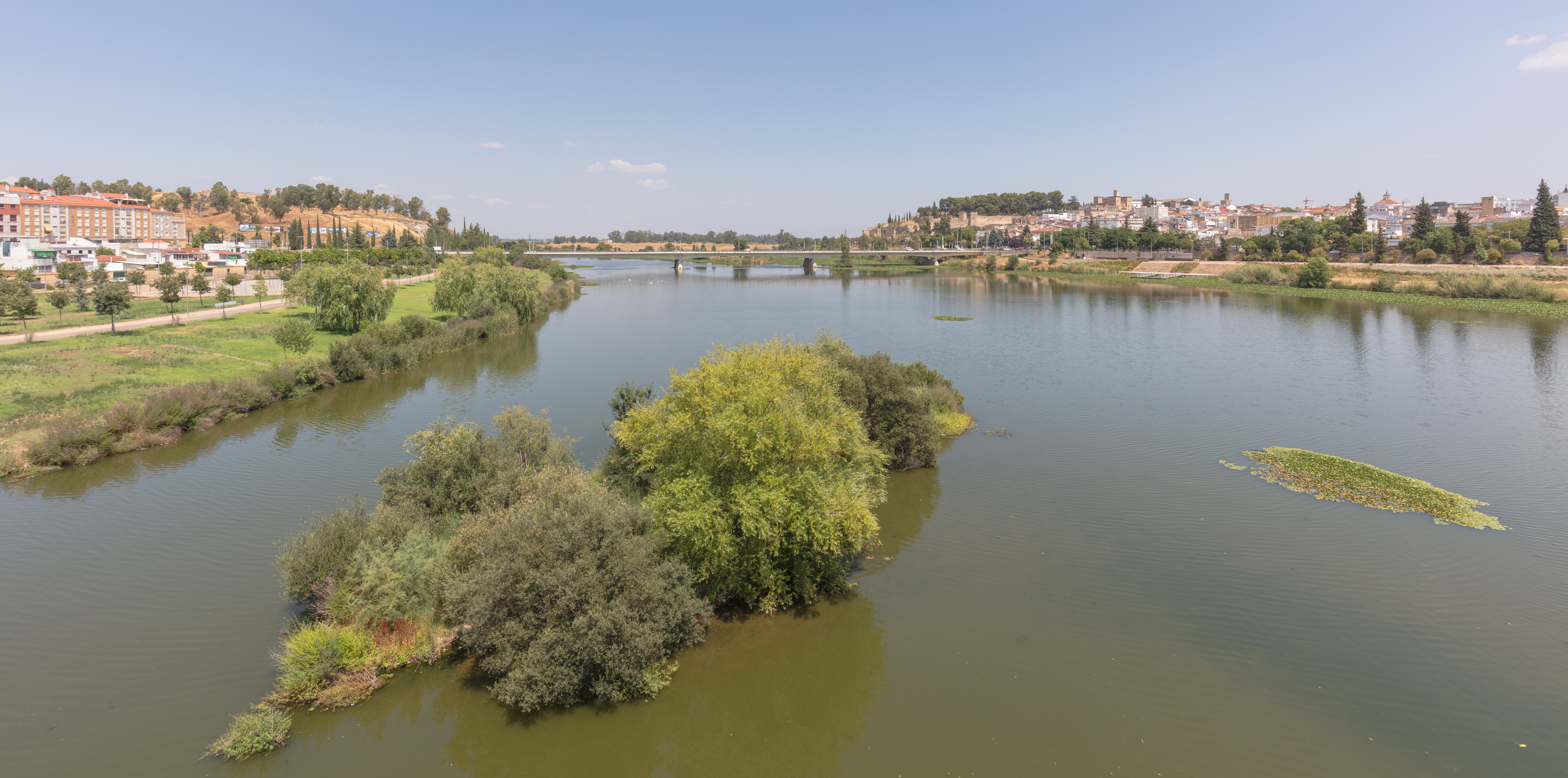
Puente de la Autonomía, l'un des ponts qui relient la ville, au-dessus de la rivière Guadiana

- A-5 Madrid-Badajoz. Elle relie la ville à Mérida, Madrid et Lisbonne. Elle traverse la municipalité entre les km 386 et 407. Cette route à deux voies contourne la ville par le nord, transformant l'ancienne N-V qui traversait la ville en BA-20.
- EX-C1 Périphérique Sud de Badajoz : ce périphérique contourne la ville par le sud et un seul de ses quatre tronçons est actuellement en service. Lorsqu'elle sera en service, elle complétera le périphérique de Badajoz (BA-30), dont elle fait partie avec l'A-5 et l'A-81.
- N-430 Badajoz-Valence, qui, entre Badajoz et Torrefresneda, partage le tracé avec la route à deux voies A-5. Cette route a déjà été convertie en autoroute A-43 sur une grande partie de son tracé, mais le tracé dans la province de Badajoz n'a pas encore été précisé, bien que l'option choisie par le ministère des travaux publics soit celle du sud, passant par Don Benito, Villanueva de la Serena, Campanario, Castuera, Cabeza del Buey et Peñalsordo, pour rejoindre Almadén (Ciudad Real). L'approbation du ministère de l'environnement est encore attendue.
- N-432 (BA-11 dans la section urbaine) Badajoz-Cordoue-Grenade, qui deviendra bientôt l'A-81 à deux voies (les études informatives sont déjà terminées) et qui reliera la ville à Séville à deux voies via la jonction Zafra sur l'A-66.
- N-435 Badajoz-Huelva, qui, entre Badajoz et La Albuera, partage l'itinéraire avec la N-432. Sa conversion en route à deux voies est à l'étude, mais il n'a pas encore été décidé si elle irait jusqu'à la ville ou seulement jusqu'à Fregenal de la Sierra et, de là, continuerait à se raccorder à l'EX-A3 Jerez de los Caballeros-Zafra en suivant le tracé de l'EX-101.
- N-523 Cáceres-Badajoz. Le projet de sa conversion en A-58 est en cours d'élaboration.
- EX-107 Badajoz-Portugal via Villanueva del Fresno, qui sera convertie en voie rapide régionale EX-A6 entre Badajoz et Olivence.
- EX-300 Badajoz-Almendralejo. Elle partage l'itinéraire avec cette route. Dans le prochain plan d'infrastructure, elle sera transformée en route régionale à deux voies EX-A5.
- EX-310 Badajoz-Valverde de Leganés.
- BA-020 Badajoz-Campo Maior (Portugal).
- EX-022 Badajoz-Villalba de los Barros.

Accès ferroviaire
La gare de Badajoz est située au bout de l'avenue Carolina Coronado, sur la rive droite de la ville, dans le quartier de San Fernando. Elle est en liaison directe avec les localités suivantes :
- Province de Badajoz : Cabeza del Buey, Castuera, Don Benito, Mérida, Montijo et Villanueva de la Serena, entre autres petites villes.
- Province de Cáceres : Cáceres, Navalmoral de la Mata et Plasencia, entre autres petites villes.
- Province de Tolède : Talavera de la Reina et Torrijos.
- Communauté de Madrid : Leganés et Madrid.
- Province de Ciudad Real : Alcázar de San Juan, Almadén, Ciudad Real, Manzanares et Puertollano.
- Portugal : Lisbonne, Abrantes, Portalegre (via Linha do Leste (pt), propriété de la compagnie ferroviaire nationale portugaise CP).
- Villes d'Albacete, Barcelone, Castellón de la Plana, Tarragone et Valence.

Badajoz disposera d'une gare internationale sur la ligne à grande vitesse, partagée avec Elvas (Portugal), à un point proche de la frontière, appartenant à la ligne Madrid-Talavera de la Reina-Navalmoral de la Mata-Plasencia-Cáceres-Mérida-Badajoz/Elvas-Évora-Lisbonne.
Transport urbain
Badajoz dispose d'un service de bus urbain qui relie tous les quartiers de la ville et ses districts. La concession est gérée par Transportes Urbanos de Badajoz S.A., Tubasa, une entreprise appartenant au groupe Ruiz, dont le siège se trouve à l'avenue Santiago Ramón y Cajal. Les lignes régulières opérant dans la ville sont (ces lignes ont subi des changements qui n'ont pas été mis à jour sur le site web de TUBASA) :
| Ligne | Itinéraire                                                            | Nº arrêts |
| ----- | --------------------------------------------------------------------- | --------- |
| 1     | San Roque - Estación de Ferrocarril                                   | 34        |
| 2     | Dragones Hernán Cortés - Gurugú                                       | 34        |
| 3     | Barriada Antonio Domínguez - Universidad                              | 34        |
| 4     | Ciudad Jardín - Cerro de Reyes - San Roque - Centre                   | 22        |
| 5     | Suerte de Saavedra - Barriada de Llera                                | 36        |
| 6     | Las Vaguadas - La Luneta                                              | 33        |
| 7     | Barriada de San Miguel - La Granadilla                                | 39        |
| 8     | San Roque - Universidad - Ruta de la Expo                             | 44        |
| 9     | Las Vaguadas - Universidad                                            | 38        |
| M     | Microbús Casco Antiguo (gratuito)                                     | 18        |
| MU    | Microbús Urbanizaciones (Las Lomas y Montitos)                        | 22        |
| C1    | Circular Exterior 1 (Hospital Clínico - Cerro de Reyes)               | 39        |
| C2    | Circular Exterior 2 (Cerro de Reyes - Hospital Clínico)               | 39        |
| 5N    | Cerro de Reyes - Barriada de Llera (Nocturno)                         | 40        |
| 6N    | Gurugú - Las Vaguadas (Nocturno)                                      | 30        |
| 7N    | Barriada de San Miguel - Barriada de Llera (Nocturno)                 | 42        |
| CN    | Plaza de la Libertad - Cementerio Nuevo                               | 11        |
| 11    | Estación de Autobuses - Gévora - Sagrajas - Novelda - Alcazaba        | 18        |
| 12    | Estación de Autobuses - Cerro Gordo - Villafranco - Balboa - Alvarado | 22        |
| 13    | Estación de Autobuses - Gévora - Valdebótoa                           | 14        |

BIBA - Service public de location de vélos
En mars 2009, un accord a été signé entre la mairie de Badajoz et la Junte d'Estrémadure pour mettre en place un service public de location de vélos dans la ville. Dans sa première phase, il compte 11 bases et 175 vélos. Le service est devenu opérationnel le 28 octobre 2009
Le service de location était gratuit, sous réserve d'enregistrement, jusqu'à la fin de l'année 2009. À partir de 2010, la redevance s'élève à 12 euros par an. Il existe également un tarif touristique de 2 € et vous pouvez utiliser le vélo pendant toute une journée de 7h30 à 22h30, après quoi vous serez pénalisé. L'inscription se fait uniquement à la Concejalía de Turismo et il suffit d'une photocopie de la carte d'identité et d'un téléphone portable. Les vélos peuvent être récupérés en envoyant un SMS au 600 124 125 avec un code de vélo, un code d'antivol et un numéro secret qui vous sera communiqué lors de votre inscription. Le coût du SMS varie en fonction de l'opérateur avec lequel vous avez un contrat. En juillet 2010, un accord a été signé pour étendre le service avec 12 nouvelles bases et 75 vélos, qui seront mis en service dans les prochains mois.
| BIBA Bicyclette publique de Badajoz   | BIBA Bicyclette publique de Badajoz | BIBA Bicyclette publique de Badajoz |
| Base                                  | Zone                                | Nº de Bicyclette                    |
| ------------------------------------- | ----------------------------------- | ----------------------------------- |
| Place d'Espagne                       | Centre                              | 10                                  |
| Place de San Atón                     | Centre                              | 10                                  |
| Avenue de Colón                       | Centre                              | 10                                  |
| Avenue Carolina Coronado              | San Fernando                        | 10                                  |
| Station de Ferrocarril                | San Fernando                        | 10                                  |
| Station de Autobuses                  | Cerro del Viento                    | 10                                  |
| Sinforiano Madroñero I                | Valdepasillas                       | 10                                  |
| Sinforiano Madroñero II               | Valdepasillas                       | 10                                  |
| San Roque I                           | San Roque                           | 10                                  |
| San Roque II                          | San Roque                           | 10                                  |
| Centre Commercial El Corte Inglés     | Santa Marina                        | 10                                  |
| Centre Commercial La Plaza            | Pardaleras                          | 10                                  |
| Centre Commercial Las Vaguadas        | Las Vaguadas                        | 10                                  |
| Correos                               | Centro                              | 10                                  |
| Tomás Romero de Castilla              | Valdepasillas                       | 10                                  |
| Urbanización Guadiana                 | San Fernando                        | 10                                  |
| École d'I.T.A.                        | Carretera de Cáceres                | 10                                  |
| Viejo Vivero                          | San Fernando                        | 10                                  |
| La Granadilla                         | La Granadilla                       | 10                                  |
| Faculté de Médecine                   | Université                          | 10                                  |
| Faculté d'éducation et de psychologie | Université                          | 10                                  |
| Rectorat                              | Université                          | 10                                  |
| Hôpital Infanta Cristina              | Université                          | 10                                  |

## Patrimoine

### Monuments

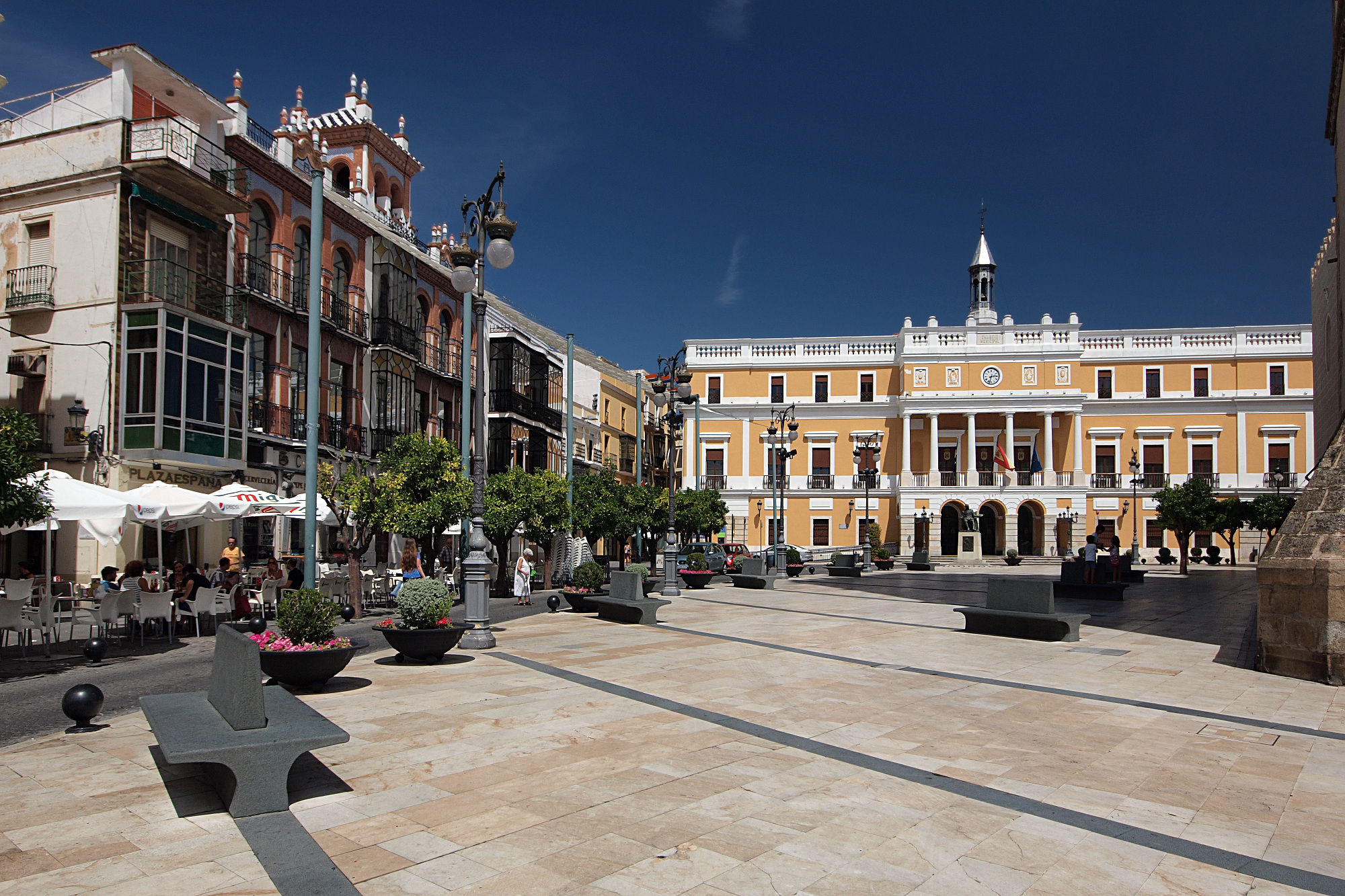
Place d'Espagne

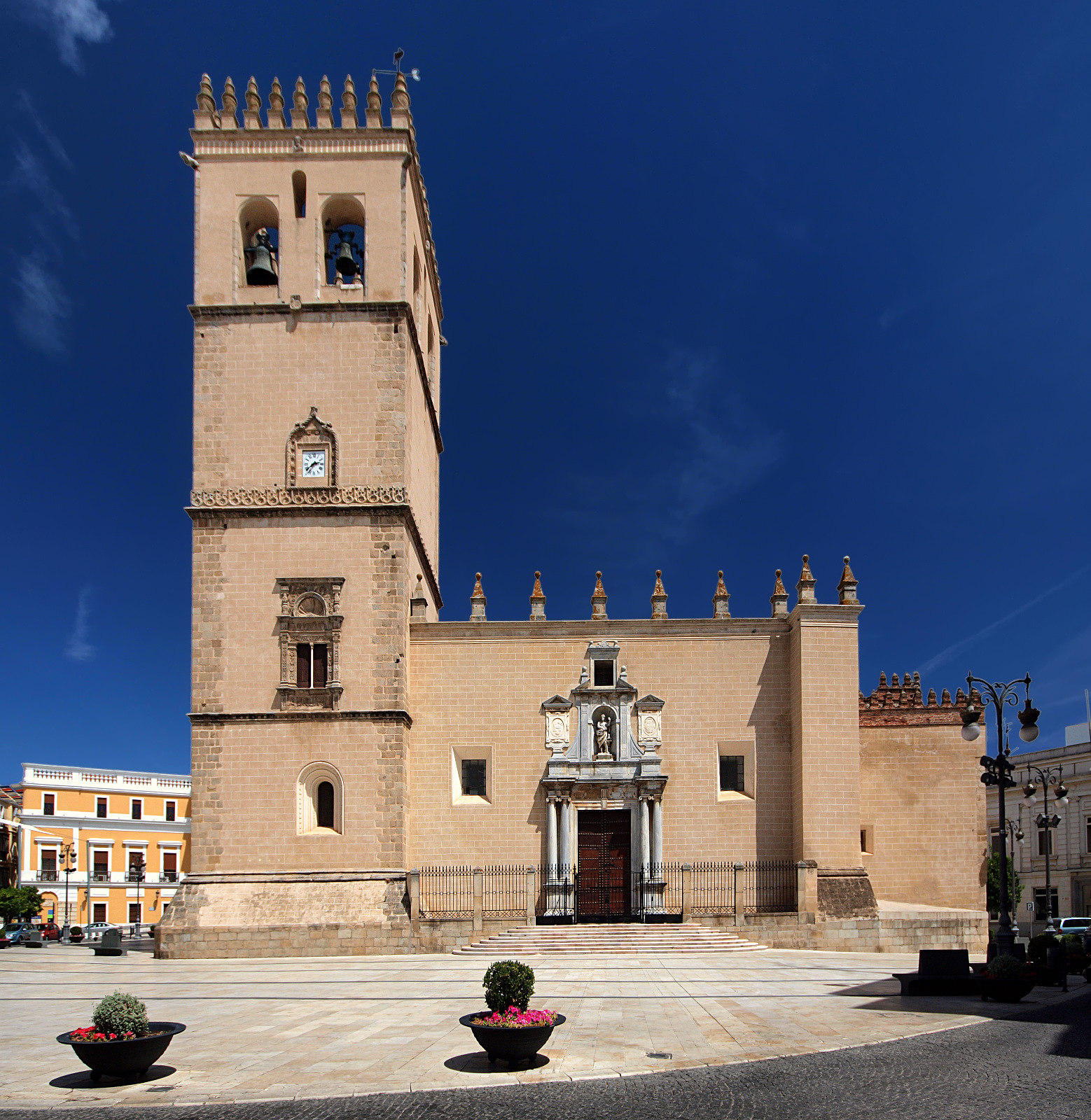
Cathédrale de Badajoz

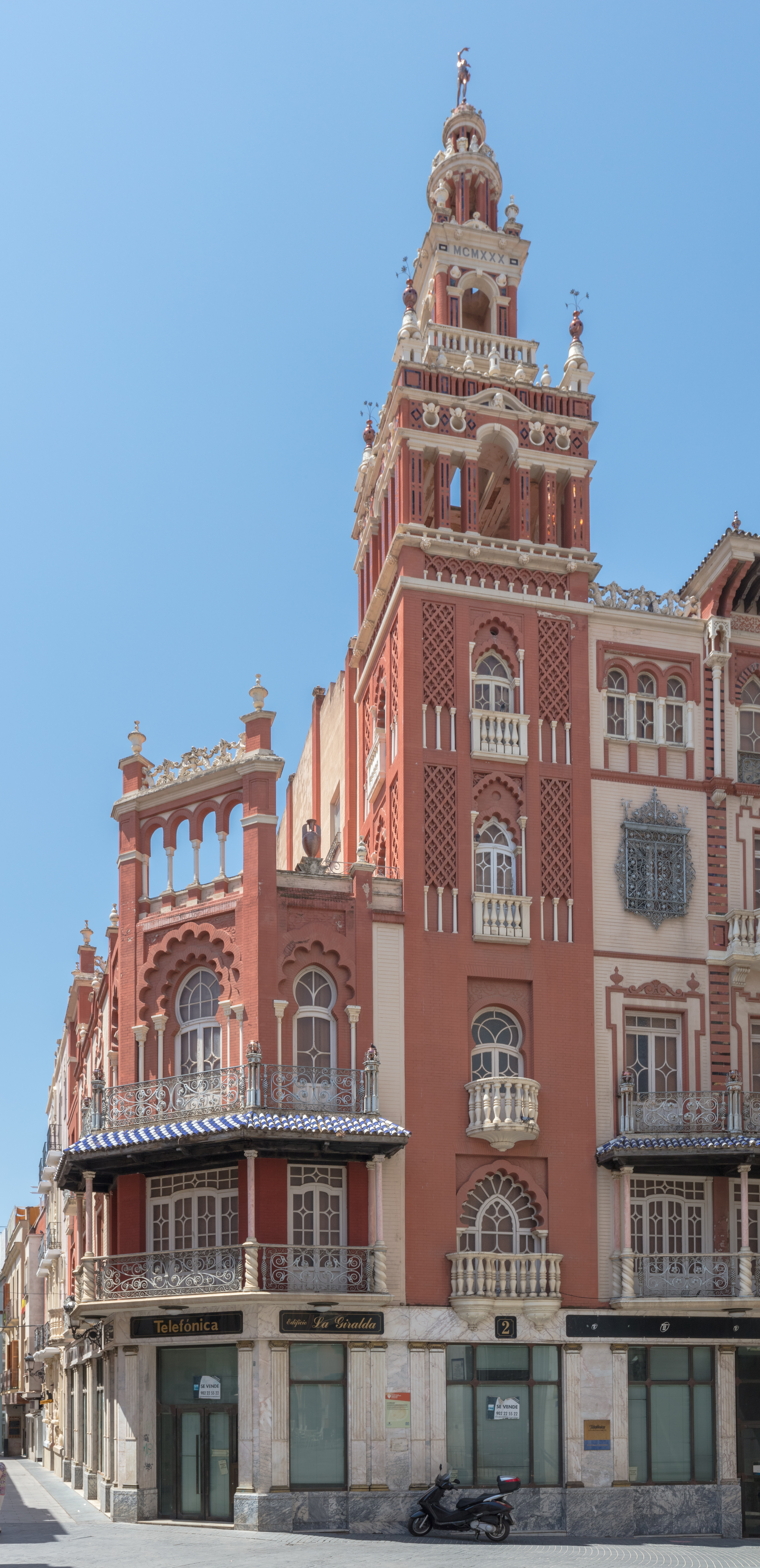
La Giralda de Badajoz, un bâtiment situé dans la Vieille ville

Son enceinte fortifiée est la plus longue d'Espagne, avec une longueur de 6 541 m de mur, contre 5 000 m de celui de Pampelune, 3 400 m des Murailles de Ségovie, 2 500 m de la Muraille d'Ávila et 2 200 m de la Muraille de Lugo.
San Juan
Cette zone présente un intérêt depuis le Moyen Âge, c'est-à-dire depuis qu'il a été décidé de construire le nouveau siège de la cathédrale (siècles XIIIe siècle-XVIIIe siècle). Elle comprend la Plaza de España, la Calle Obispo San Juan de Rivera et les environs.
- Place d'Espagne. Il s'agit du noyau principal, dont le tracé actuel a été conçu par l'architecte municipal Rodolfo Martínez en 1918, et à l'intérieur duquel se trouve la grande masse de la cathédrale qui est le point focal de l'intérêt historico-artistique de toute la zone.
- Palais municipal. Ce n'était pas l'emplacement habituel de l'hôtel de ville, puisqu'il avait été installé dans d'autres zones du centre-ville au cours des siècles précédents. Ce n'est qu'en 1799 qu'il fut installé au Campo de San Juan, dans ce que l'on appelle les Casas Pintadas (Maisons peintes). Ce bâtiment primitif est resté en ruine et c'est pour cette raison qu'il a été décidé de construire le bâtiment actuel en 1852. L'entrepreneur Antonio Brazos l'a achevé en 1856, et l'horloge a été installée en 1889. En 1937, l'architecte municipal Rodolfo Martínez a présenté un projet de réforme de l'édifice, insistant surtout sur l'uniformisation stylistique, l'agrandissement des tours et la modification des éléments décoratifs. Le projet n'ayant pas été accepté, l'apparence du bâtiment était de trois étages avec une balustrade couronnant la façade avec un balcon central et des colonnes. Son style correspond à celui de l'éclectisme, dans lequel des éléments artistiques d'un classicisme et, en même temps, de l'archaïque ont été combinés au moment de sa construction. Il est possible qu'avec la réforme de Rodolfo Martínez, ses caractéristiques aient été très différentes.
- cathédrale Saint-Jean-Baptiste. Sa construction a débuté en 1232, peu après l'arrivée des chrétiens à Badajoz. Son emplacement est curieux, loin de l'enceinte fortifiée, bien qu'elle ait pu être construite sur une petite église wisigothique ou mozarabe. Sa construction a été si longue que plusieurs styles se sont mélangés et que l'on peut y trouver des éléments gothiques, baroques et de la Renaissance. Le corps principal de la cathédrale n'a pas été achevé avant le XVIe siècle, et même au XVIIIe siècle, on y travaillait encore. Elle est intéressante non seulement pour sa conception architecturale, mais aussi pour ses portes, sa tour et son magnifique intérieur avec des retables (le retable principal est en argile de 1717), des grilles (en fer forgé du XVIIe siècle), des sculptures, des peintures, des tapisseries, des chapelles, un chœur, un cloître (XVIIe siècle), des peintures, des tapisseries, des chapelles, chœur, cloître (gothique et manuélin du début du XVIe siècle) et autres attractions (telles que la lampe centrale monumentale, avec 102 bras et pesant 3750 kilos, ou les archives avec des documents des rois et des papes datant de 1293).
- Monument à Morales. Situé sur la Plaza de San Juan, en face de l'hôtel de ville, il a été réalisé par le sculpteur d'Estrémadure Gabino Amaya. Il a été conçu avec un grand piédestal sur lequel est placé un portrait assis du peintre Luis de Morales tenant sa palette et ses pinceaux. L'objectif était de rompre la rigidité avec une apparence de détente, puisqu'il est assis dans le fauteuil, comme s'il méditait sur la création d'une œuvre picturale. L'œuvre a été créée par le biais d'un concours public auquel ont participé plusieurs sculpteurs et à l'issue duquel Amaya a été choisi. Elle a été financée par une souscription populaire et a été inaugurée en avril 1925.
- Casa Buiza. Attrayante œuvre de style régionaliste, elle sécularise le côté nord de la place depuis le début du XXe siècle. Les architectes Curro Franco et Adel Pinna y ont travaillé entre 1918 et 1921. Comme éléments artistiques, on peut souligner l'utilisation de la chaux, de briques et de céramiques colorées, le tout avec une influence et une évocation andalouses évidentes.
- Maison natale de Cristóbal Oudrid. Refaite par Benito Escoriaza en 1894, elle fut la maison natale du musicien en 1825.
- Casa del Cordón. Il s'agit d'une maison privée qui mérite d'être soulignée pour sa façade, sur laquelle se trouve le cordon qui lui a donné son nom. D'un point de vue stylistique, elle appartient au style gothique tardif du début du XVIe siècle, époque à laquelle le cordon était utilisé comme élément décoratif et les fenêtres jumelées, bien qu'elle n'ait été érigée qu'au XVIIe siècle par les comtes de Torre del Fresno. Elle est actuellement le siège de l'archevêché.
- Société royale économique des amis du pays. Fondée en 1816, elle s'est installée dans la rue Hernán Cortés en 1837, devenant ainsi un centre culturel important de la ville.

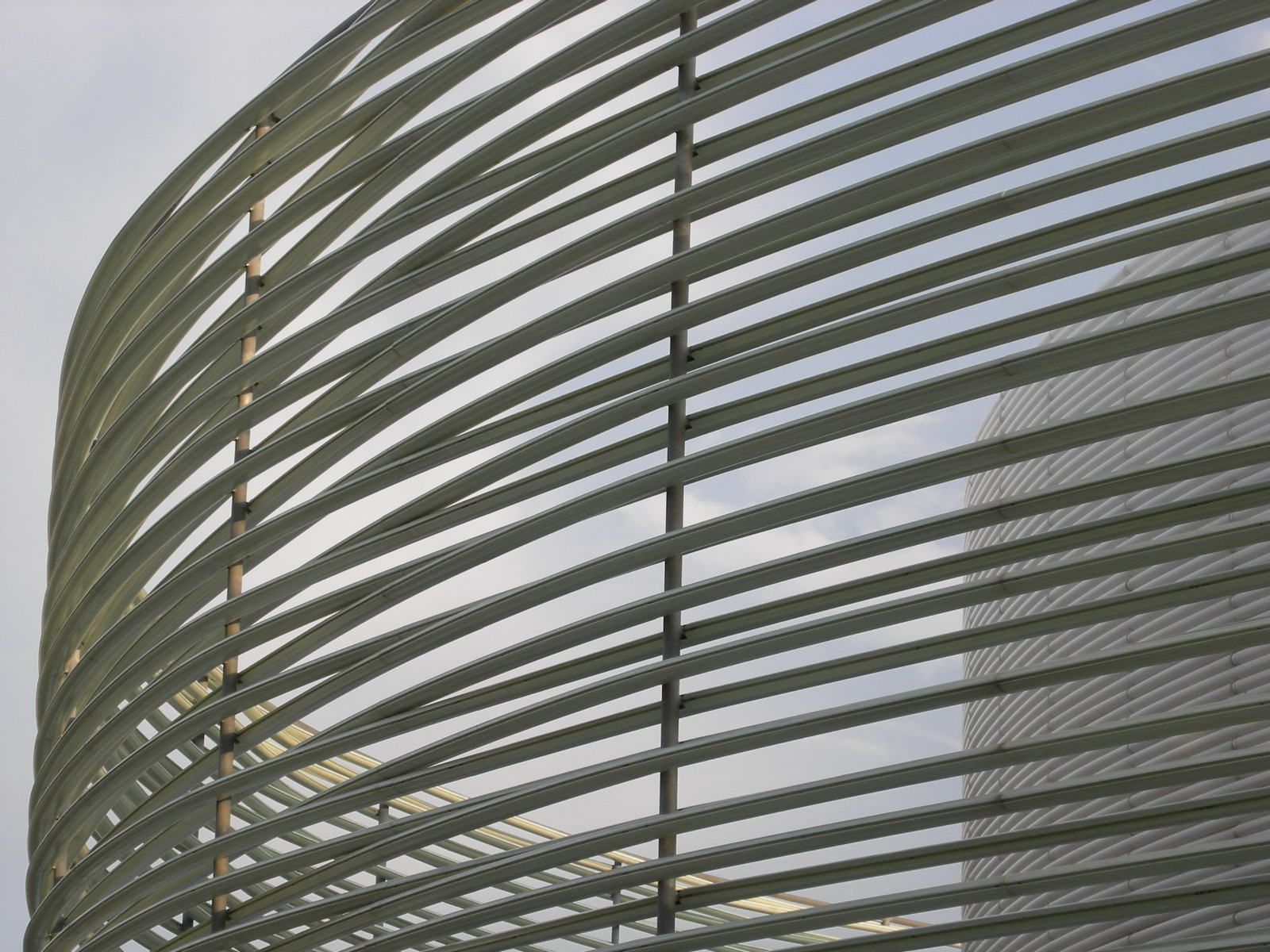
Palais des Congrès de Badajoz

- Institut central d'enseignement secondaire. Cette institution a été inaugurée en 1845 et a occupé auparavant d'autres locaux. À l'origine, il était situé dans l'ancien séminaire de San Atón. L'Institut a déménagé dans la Calle del Obispo, avec l'entrée sur Hernán Cortés, jusqu'en 1964, date à laquelle le Centre a été divisé en deux parties, l'école féminine restant dans ces locaux, sous le nom de Marie-Barbara de Portugal, jusqu'en 1984. Depuis 2008, et après une rénovation complète, le bâtiment abrite le Conseil consultatif d'Estrémadure, ainsi que le siège de la présidence du gouvernement régional.
- Conseil provincial de Badajoz. Le bâtiment lui fut cédé en 1843 lors de la désaffectation du couvent de Santa Catalina. Par la suite, des travaux ont été entrepris pour construire un internat pour l'Institut, projet qui a été abandonné en 1868, et le nouveau bâtiment a été occupé par les bureaux de la province de Badajoz. Le Palacio de la Diputación subit d'importantes modifications, tant sur sa façade qu'à l'intérieur, en 1892, à la suite de la commémoration du IVe centenaire de la découverte de l'Amérique, et à cette occasion, une très importante Exposition régionale et toutes sortes de festivités furent organisées dans la ville.
- Société des casinos. Créé en 1841 par le capitaine général d'Estrémadure de l'époque, Manuel Lorenzo. À ses débuts, elle occupait les locaux de l'hospice provincial, jusqu'en 1856, date à laquelle elle s'est installée sur la Plaza de España, puis dans la Calle de San Juan. Le bâtiment qu'il occupe aujourd'hui a été construit en 1902.

San Andrés

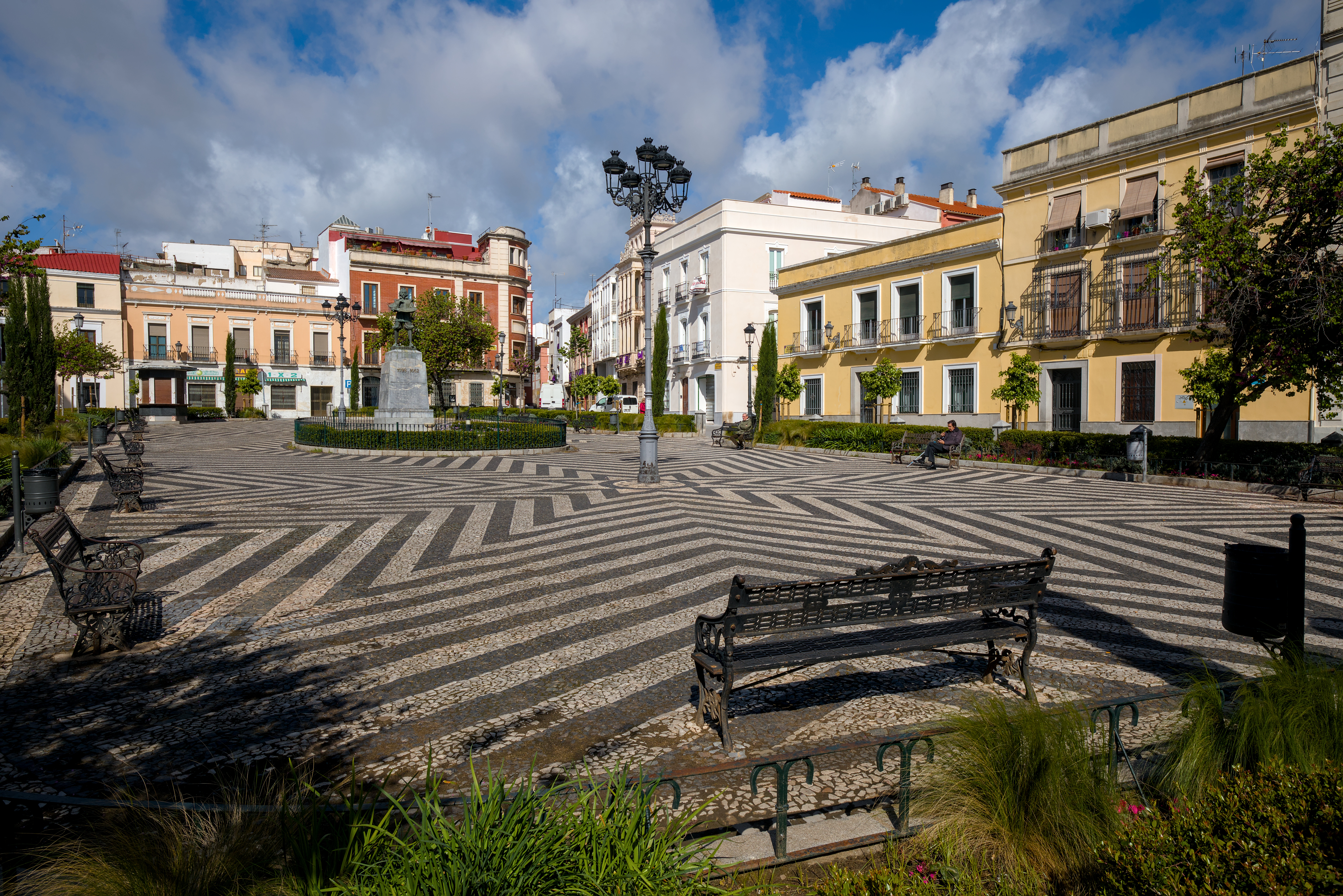
La plaza de Cervantes.

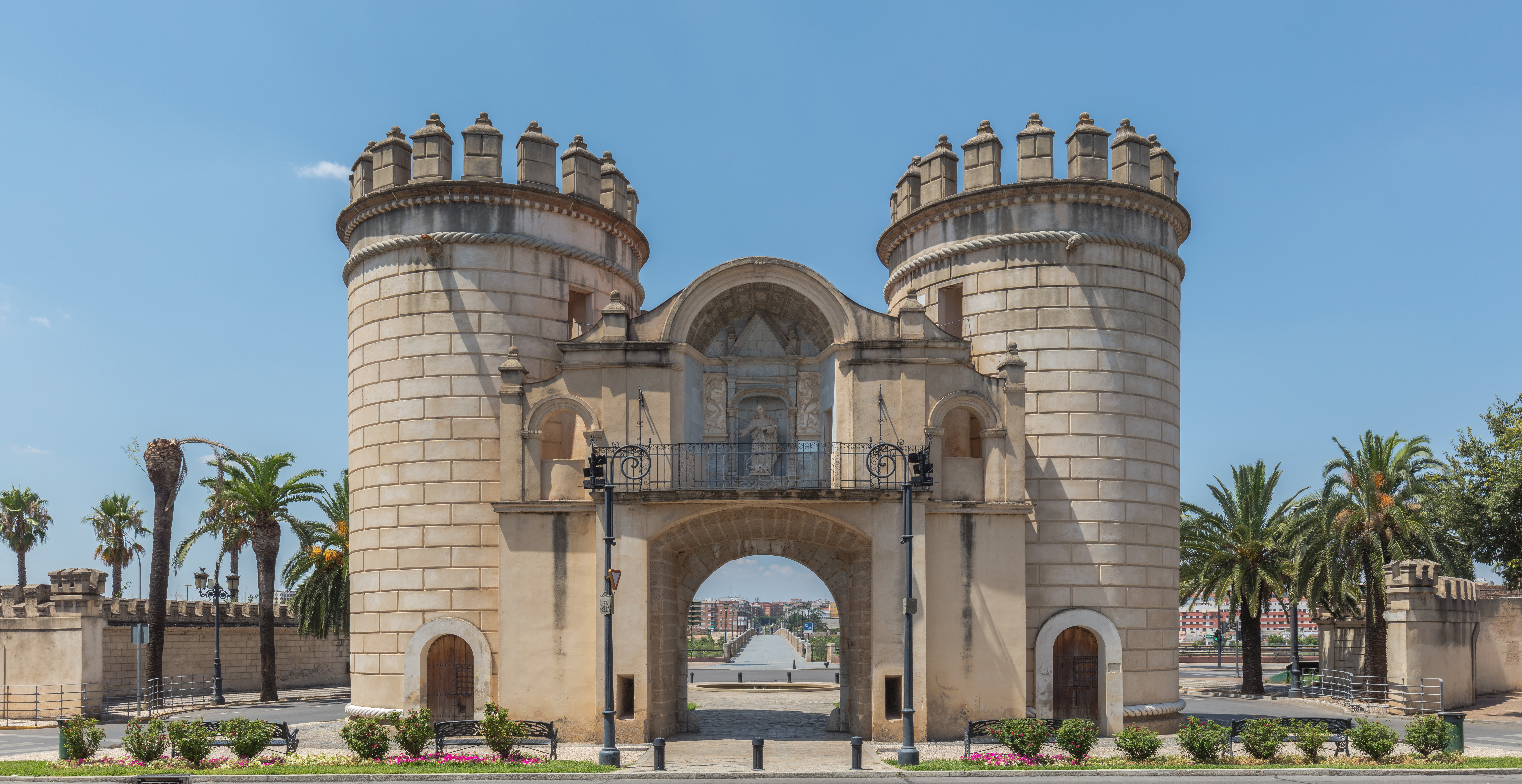
Porte de Palmas

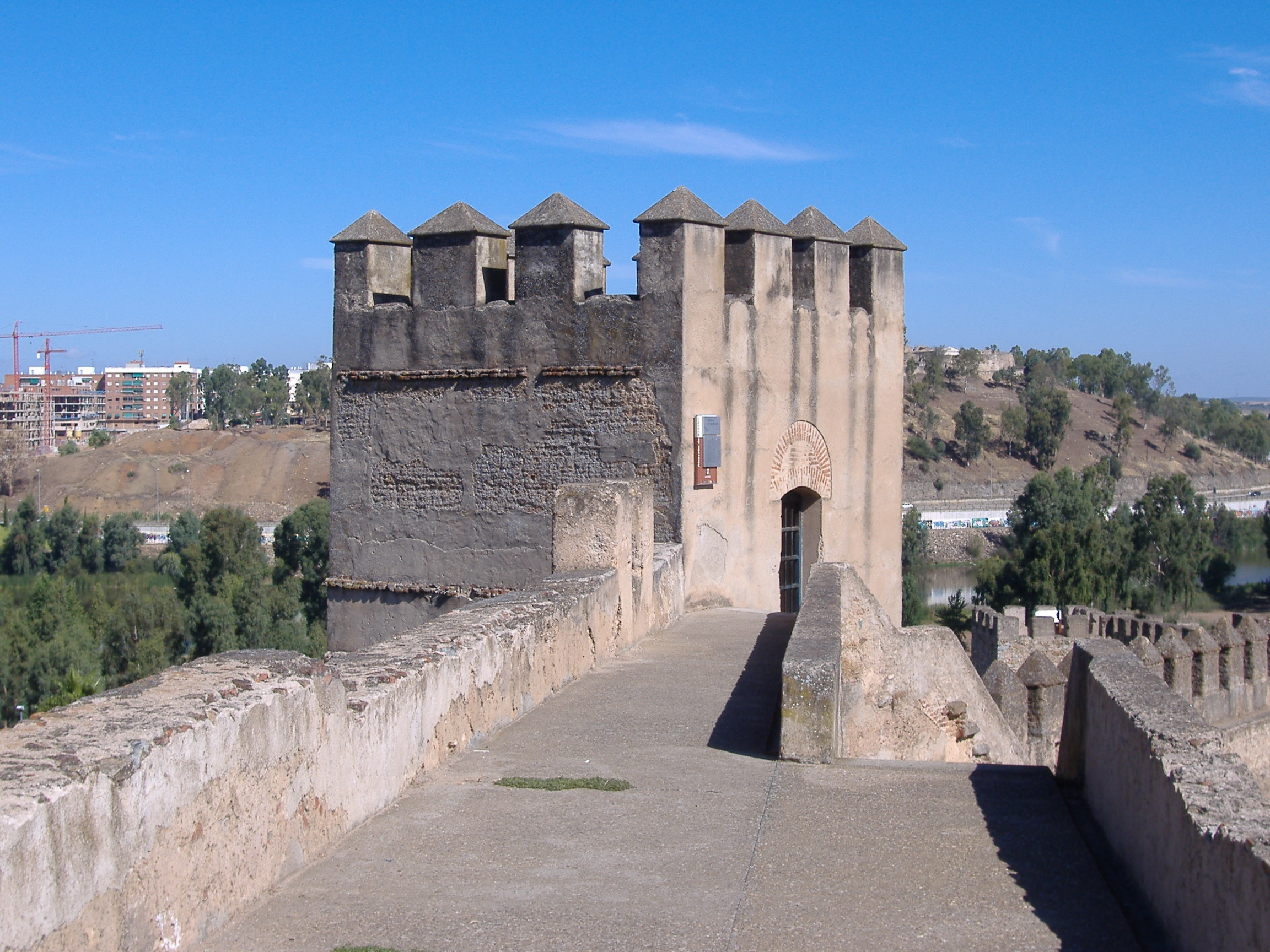
Chemin de ronde de l'Alcazaba de Badajoz

Dans sa configuration spatiale actuelle, c'est la plus moderne du vieux Badajoz, car elle n'a été construite telle que nous la connaissons aujourd'hui qu'en 1834, après la démolition de l'église qui l'occupait depuis le XVe siècle. C'est l'une des plus pittoresques de Badajoz et il est curieux de constater que, bien qu'elle soit dédiée à Cervantes, le monument qui la préside n'est pas de ce personnage, mais du peintre Francisco de Zurbarán, et qu'en réalité aucun des deux ne lui donne son nom, puisque l'appellation par laquelle elle est encore le plus populairement connue est l'ancien nom de San Andrés. Il comprend la place Cervantes, la rue San Blas, la rue López Prudencio et les rues Trinidad et Doblados.
- Place Cervantes. Elle conserve sa saveur du XIXe siècle. Tous les chroniqueurs la citent comme un lieu important tout au long de l'histoire de Badajoz. Une partie de ce qui occupe aujourd'hui l'espace de la place était une zone appartenant à l'église de San Andrés et à son cimetière attenant, ce qui était fréquent jusqu'au VIe siècle. Nous en avons des nouvelles en 1576, lorsque le roi Sebastien de Portugal traversa la ville pour se rendre à Guadalupe afin de rencontrer le monarque espagnol Philippe II ; ils parlent de la belle place de San Andrés, de son temple et de sa décoration. La place actuelle a été aménagée en 1870. Elle mesure 78 × 42 m, avec un jardin central de 61 × 26 m. Elle est entièrement pavée de marbre noir et blanc, formant une mosaïque d'étoiles concentriques et pointues réalisée, selon l'inscription, en 1888. Ces marbres provenaient de la région de Borba et Estremoz, au Portugal, riche en ce matériau. Jusqu'en 1945, elle était ornée de pins, remplacés par les orangers actuels qui lui donnent un aspect plus accueillant, évoquant le souvenir des places andalouses et, en même temps, du monde musulman si présent dans l'atmosphère de Badajoz.
- Casa Puebla. Ce bâtiment est l'une des œuvres d'Adel Pinna, auteur de nombreux bâtiments dans le centre historique de Badajoz. Le projet a été signé par l'architecte Manuel Martínez en 1921. La Casa Puebla est l'un des exemples d'architecture régionaliste d'influence andalouse dans laquelle un style éclectique est utilisé. Lors de sa construction, elle a tiré parti d'un bâtiment antérieur considéré comme ancien, datant du début du XXe siècle. Ce bâtiment possède deux façades, la façade principale se distingue par son élégance et utilise des éléments néo-Renaissance pour son ornementation. Elle présente un corps central avancé avec des balcons à quatre piliers. Une tour couronne le bâtiment dans le prolongement de ce corps central, ce qui rend son image encore plus majestueuse. Les éléments qui donnent à cette façade un aspect majestueux sont les médaillons avec des têtes placés dans les écoinçons des balcons latéraux du premier étage. Dans d'autres parties de cette façade, on peut voir d'autres formes décoratives plus proches de l'architecture moderne conventionnelle, ce qui donne un ensemble très distingué. À l'intérieur, on remarque l'escalier décoré de beaux stucs et une grande cour-jardin, qui ont été préservés lors de la restauration récente. C'est peut-être le premier étage qui présente l'aspect le plus noble de ce bâtiment. Il y a encore des plafonds à caissons au plafond qui nous aident à comprendre la grande importance de ce bâtiment à ses origines, en 1921.

### Parcs et jardins
- Jardins de La Galera
- Parc Castelar : ce parc occupe l'espace de l'ancienne oliveraie et des vergers du couvent dominicain de Santo Domingo. Il fut inauguré en décembre 1903 par un concert de la fanfare municipale. Son aspect actuel est dû à une réforme réalisée en 1941 sous la direction de Juan Nogre Rauch, après une tempête de vent qui avait détruit une grande partie du jardin. Quelques années plus tard, en 1949, un petit zoo a été créé avec des cigognes, des hérons, des cerfs, un renard et un loup. Les éléments artistiques les plus remarquables sont les monuments dédiés à l'écrivain Carolina Coronado, celui dédié à la célèbre œuvre d'Adelardo Covarsí El zagal de las mongías, et le buste de Luis Chamizo. Le palmier Washingtonia Robusta est très présent dans le parc. Son nom fait référence à George Washington (1732-1799), le premier président des États-Unis. C'est un palmier à croissance rapide qui atteint plus de 30 m de hauteur. Comme curiosité du parc, on peut mentionner que les portes des entrées principales sont celles qui fermaient la Porte de Palmas la nuit, laissant la ville à l'intérieur des murs inaccessible à la fois pour entrer et sortir de la ville.
- Jardines de la Trinidad et parc de la Légion : les jardins ont été créés en 1949 par Antonio Juez et doivent leur nom aux combattants de la Prise de Badajoz de la Guerre civile espagnole, car ils sont situés à côté de l'une des brèches ouvertes dans le bastion de Trinidad pendant le conflit. L'allée centrale bordée d'impressionnants platanes (Platanus × hispanica), qui peuvent dépasser 40 m de hauteur et vivre jusqu'à 300 ans, est particulièrement remarquable. Il convient également de mentionner les ponts et les étangs conçus par Antonio Juez, ainsi que les vues imprenables sur les remparts de la ville et la porte de la Trinité (XVIIe siècle). L'ensemble sculptural à la mémoire des morts de la guerre civile, œuvre de Juan de Ávalos, à l'intérieur du Baluarte de Trinidad, est également un élément artistique remarquable. Ces lieux ont été les témoins des combats acharnés auxquels se sont livrées les troupes irlandaises de Lord Wellington, sous le commandement du général Picton, et c'est près d'ici, en arrivant à l'Alcazaba et en suivant la route des Baluartes, qu'elles sont parvenues à entrer dans la ville en 1812 après le troisième assaut pour sa libération, avec un grand nombre de pertes parmi leurs soldats, ce qui a entraîné une répression sauvage et des outrages à la population civile et à la ville, qui a été mise à sac. Parmi les éléments végétaux, on peut admirer les seuls spécimens de raisinier dioïque ou belombra et de Parkinsonia aculeata (épine de Jérusalem) existant dans la ville, ainsi que l'ancienne pépinière municipale d'où l'on peut contempler la face extérieure de la porte de Mérida et à laquelle on accède en poursuivant la promenade jusqu'à la partie la plus haute du parc[52].
- Parc de la guerre d'indépendance espagnole et des sièges de Badajoz : il occupe les douves de la muraille qui entoure le bastion de Santa María. Ce secteur a été remodelé afin d'éliminer une partie de la végétation qui cachait la muraille, ce qui le rend compatible avec la conservation des vestiges historiques. En 2012, un obélisque a été érigé pour célébrer le bicentenaire du siège de la ville par les troupes alliées contre les occupants français, siège qui s'est terminé par l'assaut et la prise de la ville par les troupes du Duc de Wellington. Le parc est interrompu par les anciennes installations sportives situées dans le fossé entre les bastions de Santa María et de San Roque, bien qu'il soit prévu de les réaménager pour que le parc ait une continuité qui le relie aux jardins situés autour de la porte du Pilar. De cette façon, avec le parc pour enfants, ils forment une ceinture verte autour du vieux quartier de Badajoz.
- Parc de Rivillas et Calamón.
- Parc de San Fernando.
- Parc de La Viña.
- Parc de Saint François : également connu sous le nom de Plaza ou Paseo de San Francisco par les habitants de Badajoz. Il peut être considéré comme le principal parc de la ville, en raison de son histoire, de son emplacement et de son utilisation. Sur plus de mille mètres carrés, on trouve des marchands de journaux, des stands de musique et de rafraîchissements, des jardins, des bancs majestueux, un étang et l'agitation de presque toute la ville qui passe habituellement par là tous les jours. Elle occupe la zone où se trouvait l'ancien couvent franciscain du même nom, fondé en 1337, qui fut ensuite remplacé par des installations militaires qui, à leur tour, ont cédé la place aux bâtiments modernes et institutionnels d'aujourd'hui. La promenade initiale date de 1836 et a subi de nombreuses modifications, la dernière datant de 1999, lorsque l'on a récupéré, entre autres, les bancs avec des carreaux commémorant les exploits des conquistadors d'Estrémadure[53].
- Parc de l'Alcazaba.
- Parc bioclimatique.

### Feria et congrès
- Institution de la feria de Badajoz, IFEBA
- Palais des Congrès de Badajoz, construit sur le site des anciennes arènes de Badajoz (1859-2000), qui avaient une tradition tauromachique de plus d'un siècle.

### Statuaire publique
- Croix du jubilé de l'ancienne chapelle San José
- Monument à la mémoire de Menacho
- Monument à Moreno Nieto
- Monument à Luis de Morales
- Monument à Zurbarán
- Monument à Carolina Coronado
- Monument à Adelardo Covarsí
- Le héros mort et Les quatre évangélistes
- Monument à Luis Chamizo
- La Nacencia, à Luis Chamizo
- Los Monteros, pour Adelardo Covarsí
- Père López
- Monument à Hernando de Soto
- Monument à Manuel Monterrey
- Monument aux Extremaduriens universels
- Monument à Porrina de Badajoz
- La ville et le fleuve
- Monument aux victimes du déluge
- Les trois poètes
- Monument à Ibn Marwan
- Monument à Francisco Pizarro
- Monument à Pedro de Alvarado
- Monument aux victimes de la guerre civile
- Monument à Manuel Rojas
- Monument à Godoy
- Peintures murales en céramique
- Monument à Saint-Vincent-de-Paul
- Monument de bienvenue aux Portugais
- Obélisque commémorant la guerre d'indépendance de Badajoz
- Monument à Miguel Celdrán

## Culture

### Entités culturelles
Musées

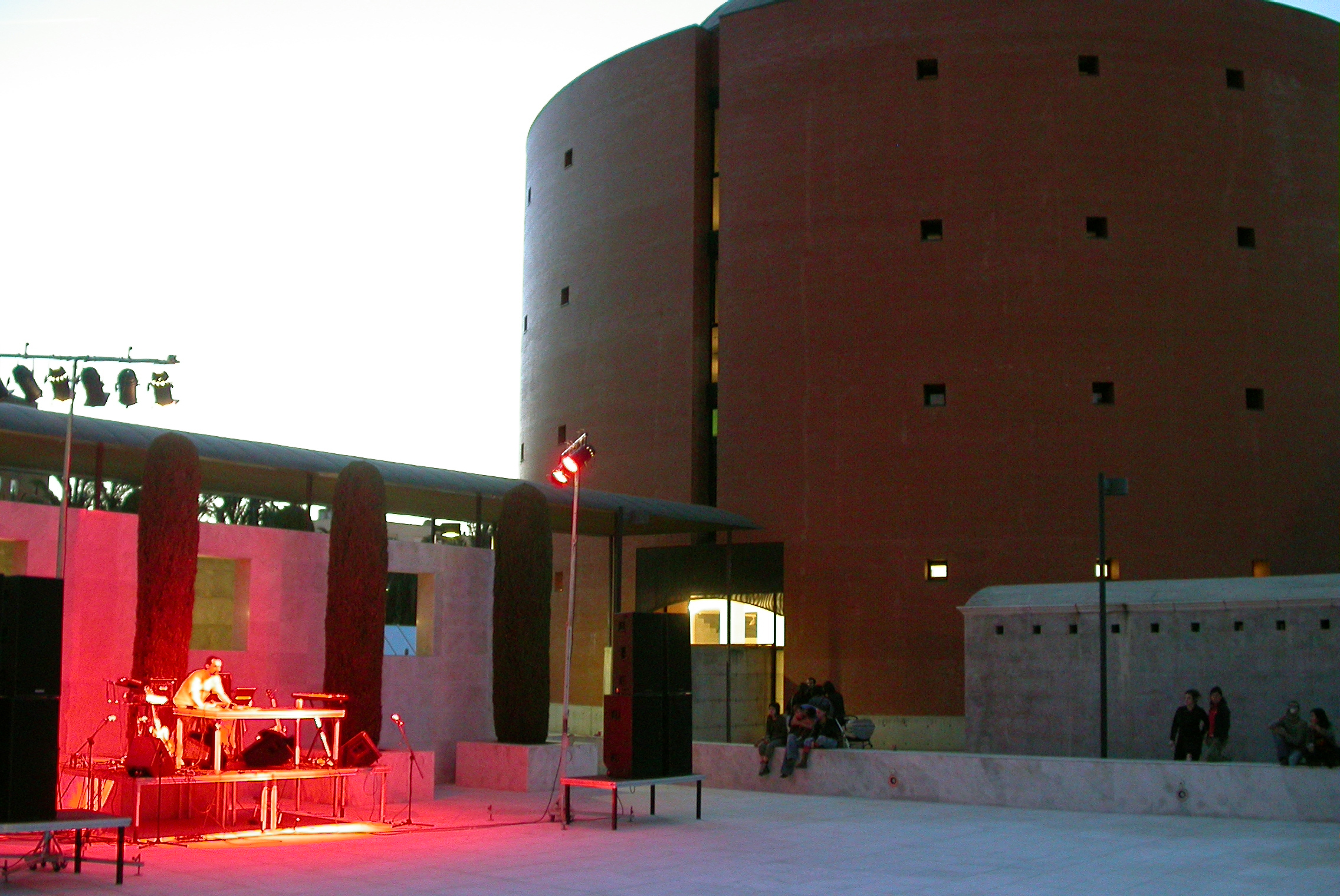
MEIAC

- Musée d'art contemporain d'Estrémadure et d'Ibéro-Amérique, MEIAC. Il rassemble des collections d'artistes espagnols, portugais et ibéro-américains. Il a été inauguré le 9 mai 1995. Le bâtiment est situé sur le site de l'ancienne prison préventive et correctionnelle de Badajoz, dont subsiste son bâtiment circulaire, lui-même construit au milieu des années 1950 sur le site d'un ancien bastion militaire du XVIIIe siècle, connu sous le nom de Fort de Pardaleras.
- Musée provincial des beaux-arts. Situé dans deux maisons palatiales du XIXe siècle, à côté de la place de la Soledad, il compte 2 000 mètres carrés où sont exposés plus de 1 200 pièces de peinture et de sculpture représentant plus de 350 artistes tels que Zurbarán, Luis de Morales, peintres flamands, Francisco de Goya, Felipe Checa, Torre-Isunza, Eugenio Hermoso, Adelardo Covarsí, Antonio Juez Nieto, Francisco Pedraja Muñoz, Picasso, et Dalí. La collection est complétée par quelques pièces d'art mobilier. Tout cela le crédite comme la première pinacothèque d'Estrémadure et comme la cinquième meilleure collection du pays. Il est actuellement en attente d'un élargissement et d'une réorganisation des collections, car l'espace d'exposition est devenu trop restreint. Les travaux devraient débuter en 2008 avec la construction d'un nouveau bâtiment et la restauration d'autres annexes du musée.

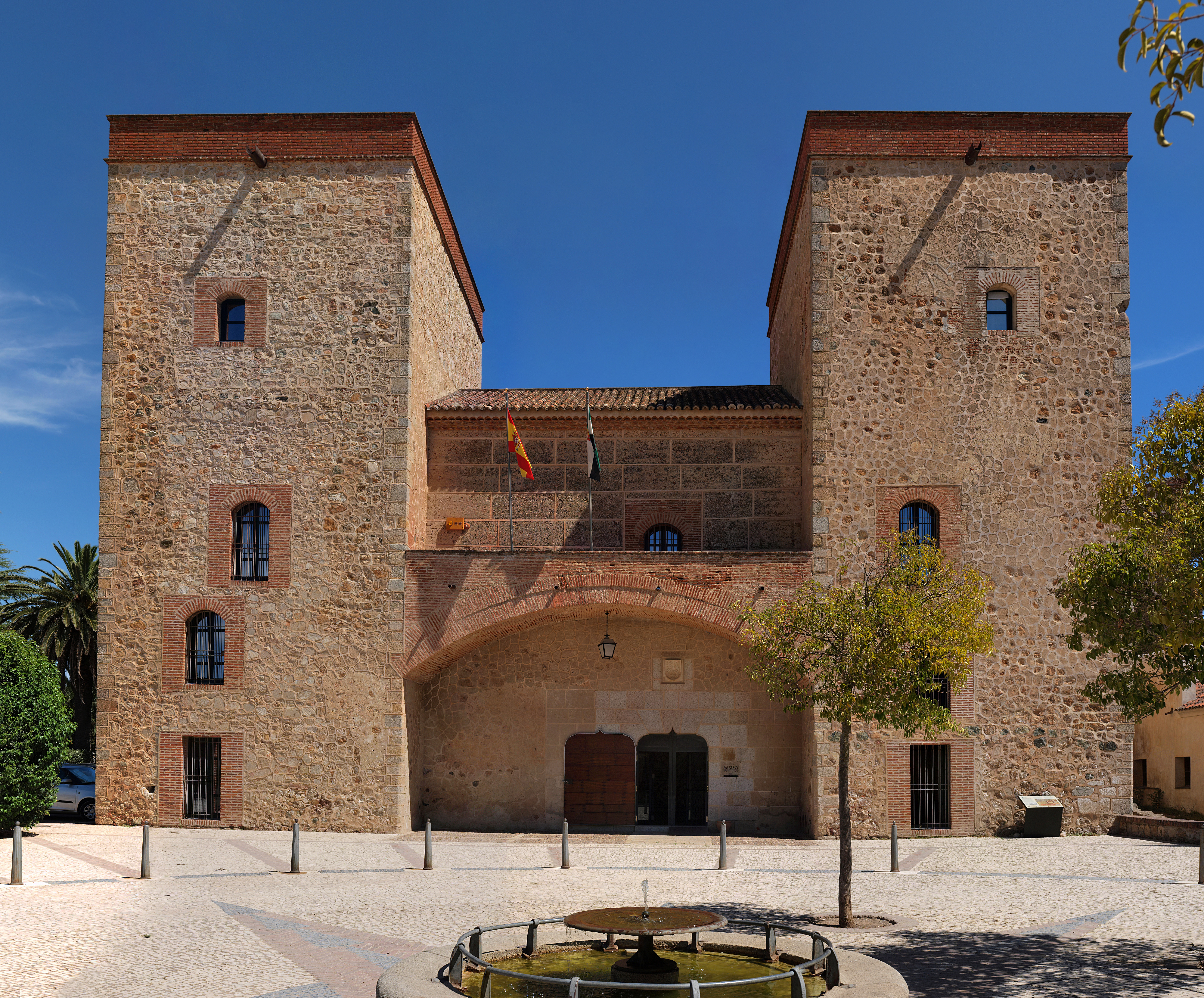
El Musée archéologique provincial, au Palais des Ducs de Feria

- Musée de la ville Luis de Morales. Construit dans la soi-disant maison du peintre de la Renaissance Luis de Morales, plus connu sous le nom de « El Divino Morales », il retrace l'histoire de la ville d'une manière agréable depuis ses origines. C'est aussi un centre d'interprétation de l'histoire de Badajoz.
- Musée archéologique provincial. Situé à l'intérieur de la plus grande forteresse d'Europe, le musée archéologique contient des pièces d'un certain intérêt, provenant de tous les coins de la province de Pacense. Le bâtiment qui l'abrite, le Palais des Ducs de Feria, est de style mudéjar du XVIe siècle. Sa collection est organisée en six grands domaines : Préhistoire, Protohistoire, Romaine, Wisigoth, Islam et Médiéval Chrétien.
- Musée métropolitain de la cathédrale de Badajoz. Il est situé dans les dépendances de la Cathédrale métropolitaine de Saint-Jean-Baptiste, l'une des plus importantes cathédrales de la région et siège de l'archevêché de Mérida-Badajoz. Le musée retrace l'histoire des différentes phases de construction du bâtiment. Il possède également des pièces allant de la fondation de l'archidiocèse à l'actualité. Ses collections d'ivoire philippins, de sculptures et de tapisseries flamandes, uniques en Espagne, ainsi que la Lauda sepulcral d'Alfonso Suárez de Figueroa et la grande Custodie Processionnelle du Corpus de 1558, méritent une mention particulière. Dans la section picturale, le musée expose des œuvres importantes de Luis de Morales et de Zurbarán, entre autres.
- Musée taurin de Badajoz. Le principal musée taurin de la région, situé dans le centre-ville, rassemble des affiches, des photographies et des objets du monde taurin, qui font de son fonds historique l'un des meilleurs musées taurins d'Espagne pour connaître son histoire[54].
- Musée du Carnaval de Badajoz. Inauguré lors du carnaval de l'année 2007 dans la dite « Poterna de Menacho », du Bastion de Santiago, il présente un parcours à travers l'histoire du carnaval de Pacense. En 2008, il devient membre du réseau des musées d'Estrémadure.
- Centre d'interprétation des fortifications de la frontière (Fort de San Cristóbal).
- Musée vétérinaire de Badajoz. C'est le Musée d'Histoire de la Vétérinaire de l'Illustre Collège des Vétérinaires de la Province de Badajoz, inauguré en 2018, année où l'institution célébrait ses 110 ans d'histoire[55].
- Musée du sport d'Estrémadure[56].
- Musée d'Histoire Militaire, dans le Palais de Capitainerie (bâtiment du XVIe siècle remodelé dans le XIXe siècle).
- Musée des Sciences (Musée des Sciences, des Technologies et de l'Innovation du Sud-Ouest Ibérique)[57],[58].

Archives

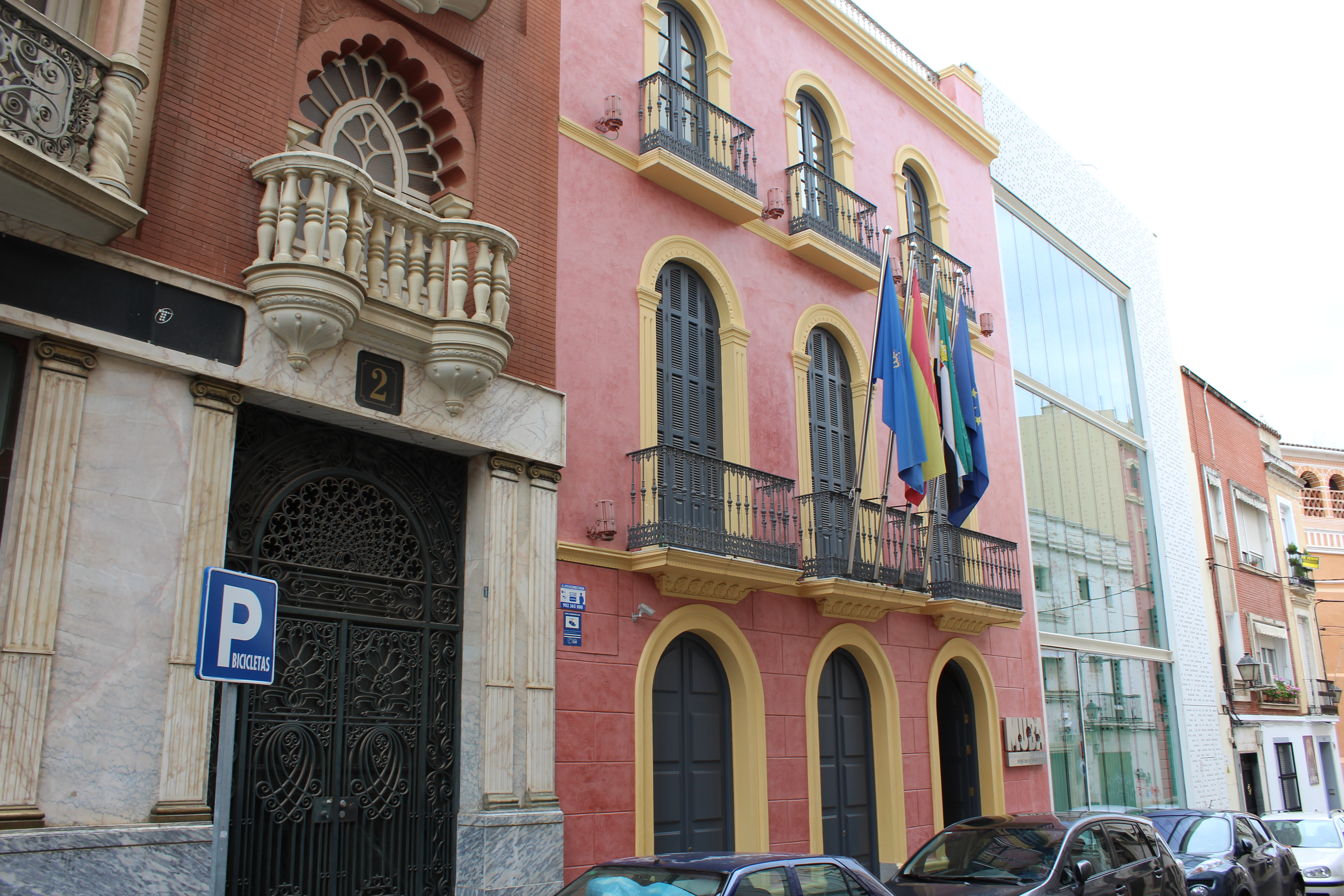
Musée provincial des beaux-arts de Badajoz

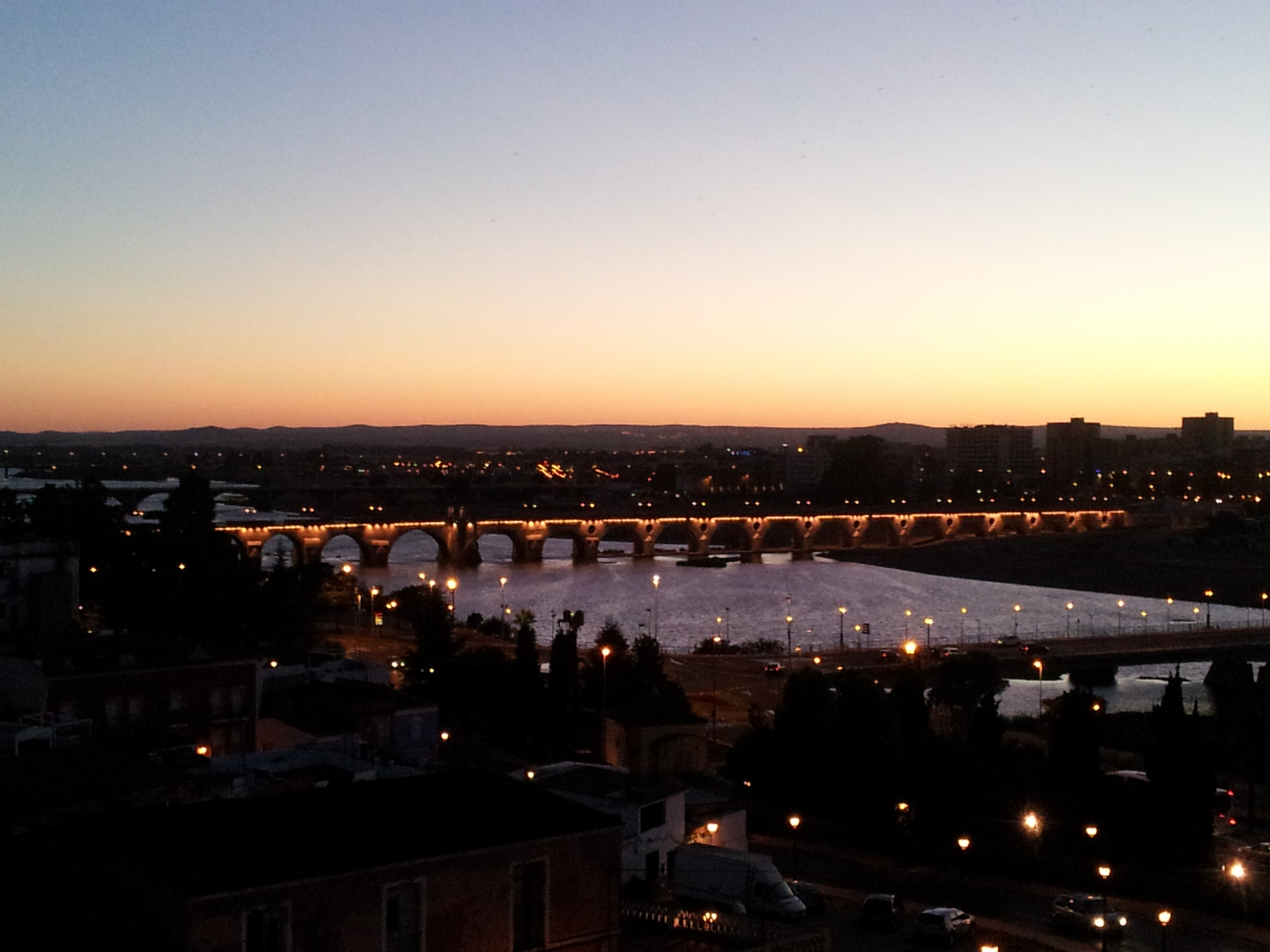
Pont de Palmas au crépuscule

- Archives historiques de la province de Badajoz
- Archives de la Députation Provinciale de Badajoz
- Archives municipales de Badajoz
- Archives ecclésiastiques de Mérida-Badajoz[59]
- Archives de gestion et centrales de diverses institutions, tant publiques que privées
- Archives des différents musées

Bibliothèques
Gérées par le Réseau des bibliothèques publiques de Badajoz, intégrées au Système bibliothécaire d'Estrémadure.

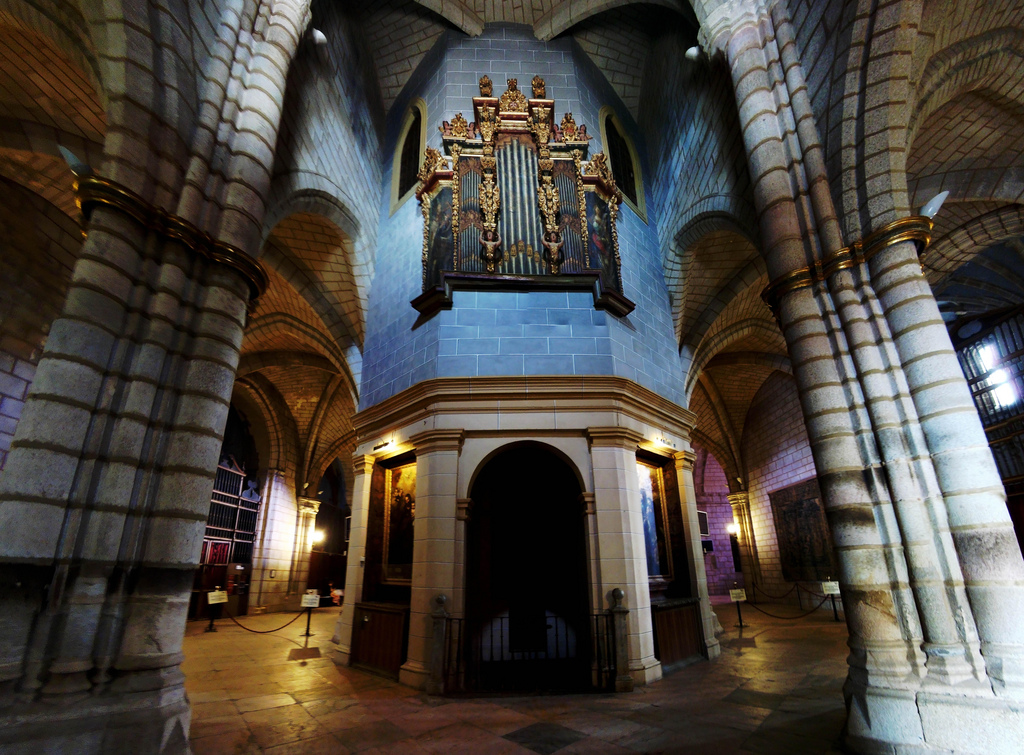
Entrée à la crypte de la S.I. Cathédrale Métropolitaine de Badajoz

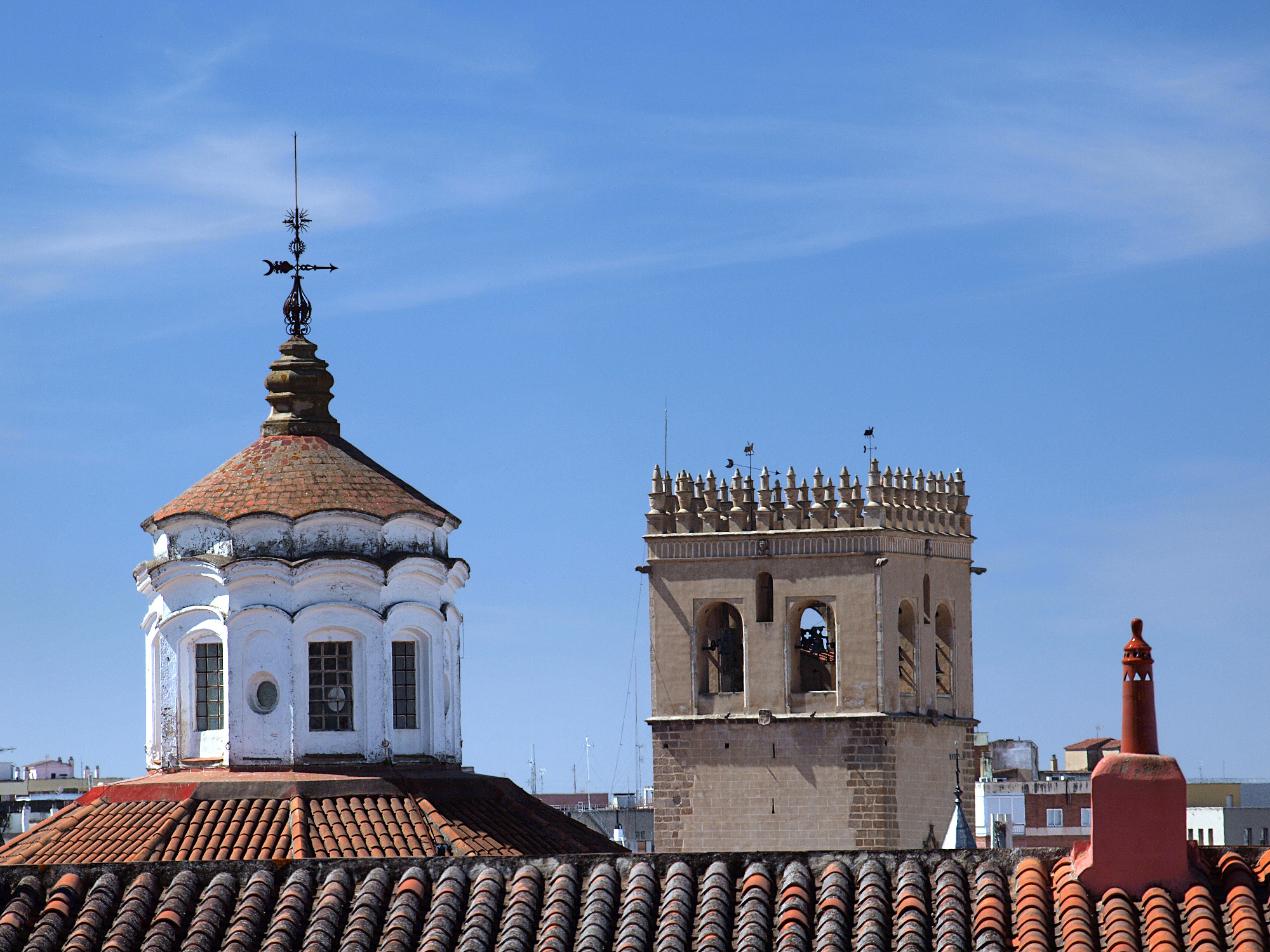
Tour Concepción et Cathédrale

La Biblioteca de Extremadura (BIEx), dependiente de la Junta de Extremadura, se encuentra en el interior de la Alcazaba de Badajoz, junto a la Faculté des sciences de la documentation et de la communication.

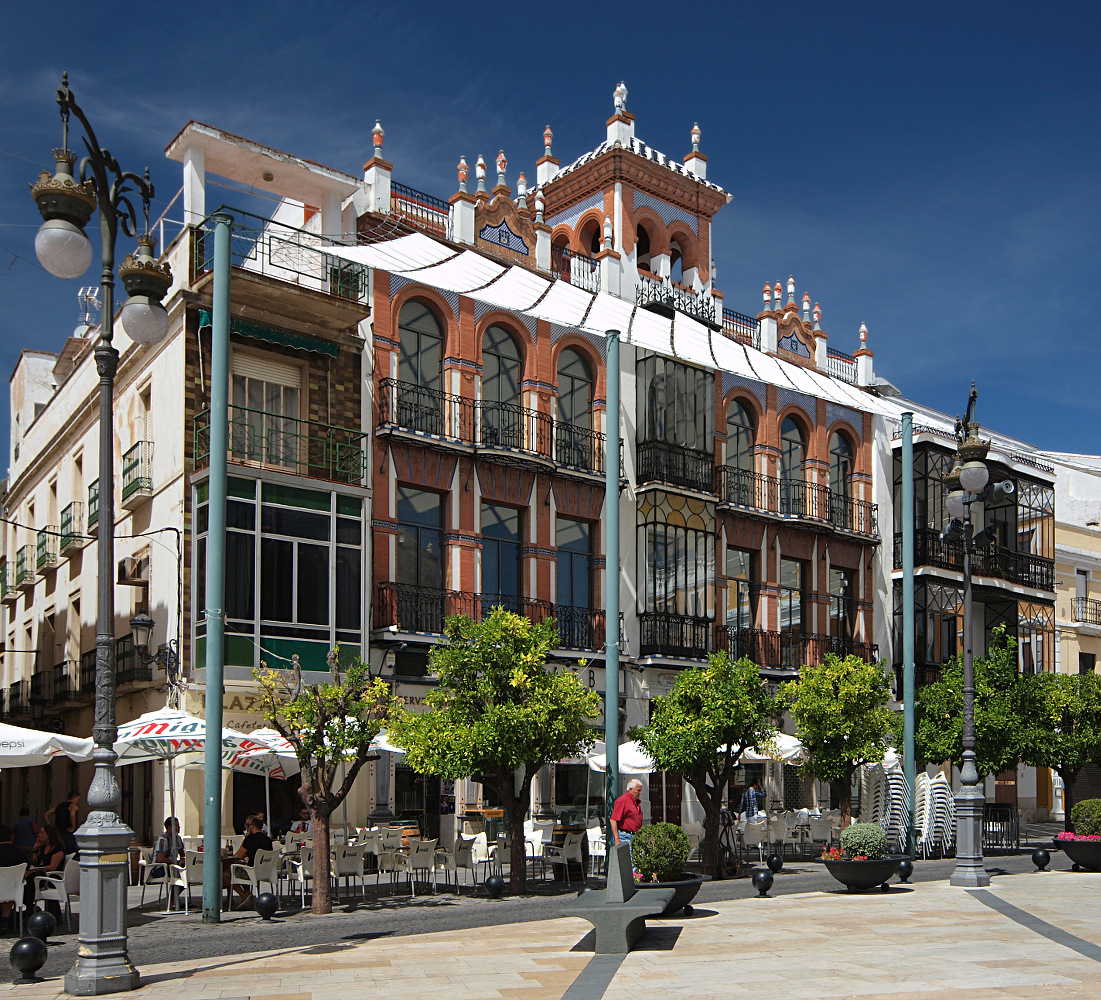
Place d'Espagne

Autres bibliothèques : les Bibliothèques municipales, la Bibliothèque d'État, la Bibliothèque centrale de l'Université d'Estrémadure ou la Bibliothèque du siège de l'UNED, entre autres bibliothèques publiques et privées.
Institutions culturelles et centres de documentation
- Société Royale Économique d'Estrémadure des Amis du Pays. Fondée le 6 juillet 1816 (200 ans), sous le règne de Ferdinand VII. C'est une institution historique, imprégnée de l'esprit éclairé et libéral de son époque, et décisive dans le développement économique et culturel de la ville et province de Badajoz, au cours des XIXe et XXe siècles.
- Salle de Culture Palais de Capitainerie. Situé dans l'ancien Palais de Capitainerie, sur la place López de Ayala[60].
- Communauté islamique de Badajoz. Avec des projets socio-culturels basés sur la défense de l'intégration, de la coexistence et du dialogue[61]. En 2011, il a reçu le prix du meilleur projet national de coexistence, grâce au travail d'Adel Mohamed Najjar, imam de la mosquée de Badajoz, étant également président de l'Union des communautés islamiques d'Estrémadure, dont le siège est à Badajoz[62].
- Association socioculturelle : Ateneo de Badajoz (1870)[63].

Musique
- Écoles municipales de musique
- Conservatoire professionnel de musique Juan Vázquez, de la Diputación de Badajoz
- Conservatoire Supérieur de Musique d'Estrémadure Bonifacio Gil, de la Diputación de Badajoz
- Orchestre symphonique d'Estrémadure (OEX), basé au Palais des Congrès Manuel Rojas
- Orchestre municipal de musique

### Événements culturels
- Événements culturels au Théâtre López de Ayala
- Manifestations culturelles dans l'auditorium municipal Ricardo Carapeto et dans le Palais des Congrès Manuel Rojas de Badajoz
- Halls d'exposition : Salle Europe et Salle de conférence et d'exposition de Caja de Badajoz

Conférences et événements culturels
- Forum ibérique de télémédecine et Capitale européenne du film médical[64].
- Journées culturelles gitanes de Badajoz (depuis 1996)[65]
- Institution de la foire de Badajoz (IFEBA)

Festivals
Plusieurs festivals sont organisés chaque année dans la ville :
- Festival Ibérico de Cine : le FIC est un festival de courts-métrages provenant de toute la péninsule ibérique, qui se tient généralement au théâtre López de Ayala. En 2009, il célèbre sa 15e édition[66].
- Festival de musique ibérique : organisé par la Société philharmonique de Badajoz, des concerts de musique de toutes les époques sont donnés sur différentes scènes de la ville. Sa 26e édition aura lieu en 2009.
- Festival du film gay et lesbien d'Estrémadure (FanCineGay) : organisé par la Fundación Triángulo Extremadura, Badajoz est l'un des sites du festival avec Mérida et Cáceres. En 2008, il a tenu sa 11e édition[65].
- Festival international de folklore d'Estrémadure : organisé par l'association des chœurs et danses d'Estrémadure de Badajoz, parrainé par de nombreuses organisations politiques et non gouvernementales, telles que le CIOFF, il rassemble de nombreux groupes folkloriques de plusieurs pays lors d'un festival dans la ville. En 2008, il a célébré sa XXIXe édition[67].
- Festival de théâtre de Badajoz : sa scène principale est le théâtre López de Ayala. En 2008, il a célébré sa 21e édition.
- Badasom : festival de flamenco et de fado qui cherche à préserver et à défendre le flamenco d'Estrémadure. Sa première édition a eu lieu en 2008 entre le 9 et le 12 juillet sur deux scènes différentes, l'auditorium Ricardo Carapeto et l'Alcazaba.

Festival Porrina de Badajoz : Festival de Flamenco, plus axé sur les chants autochtones de la ville.
- Festival Jazziberia : Festival qui fusionne le latin-jazz, l'audiovisuel et le cinéma avec des artistes de différentes cultures et nationalités. Il est organisé par le Centro de Ocio Contemporáneo, qui accueille également le festival. En 2009, il a célébré sa quatrième édition[69].
- Contempopránea : Festival de musique.

Folklore
En ce qui concerne le folklore extremeño, l'Association des chœurs et danses d'Estrémadure, à Badajoz, se distingue.
Fiestas populares y tradiciones

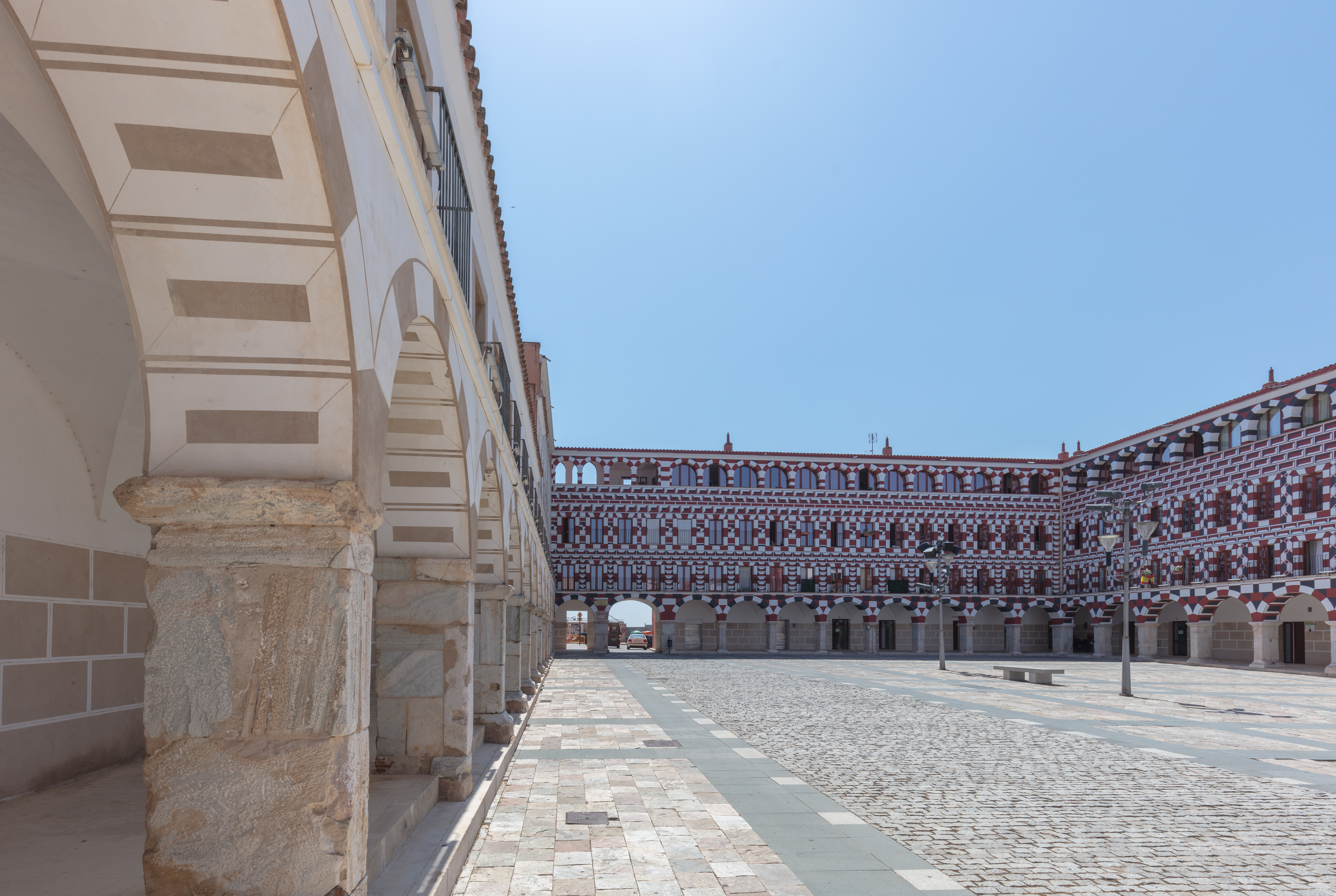
Plaza Alta, épicentre de nombreux événements festifs de la ville

- Feria de Saint Jean : fêtes patronales de la ville, organisées en juin. Elles durent une semaine, le jour principal étant le 24 juin, jour de la fête de Saint Jean le Baptiste. La nuit de la Saint Jean, un grand feu d'artifice est tiré sur les rives du Guadiana, visible depuis de nombreux endroits de la ville. Un endroit privilégié est l'Alcazaba, d'où la vue est spectaculaire. Il s'agit probablement de la foire la plus importante et la plus animée d'Estrémadure, qui rassemble des milliers d'Espagnols et de Portugais. Elle s'accompagne également de la corrida la plus importante d'Estrémadure.
- Carnaval de Badajoz : déclaré Intérêt touristique national (2011) et international (2022), en février, la ville se transforme en carnaval, considéré comme l'un des plus importants en Espagne et dans le monde, également déclaré Intérêt touristique régional par la Junte d'Estrémadure.

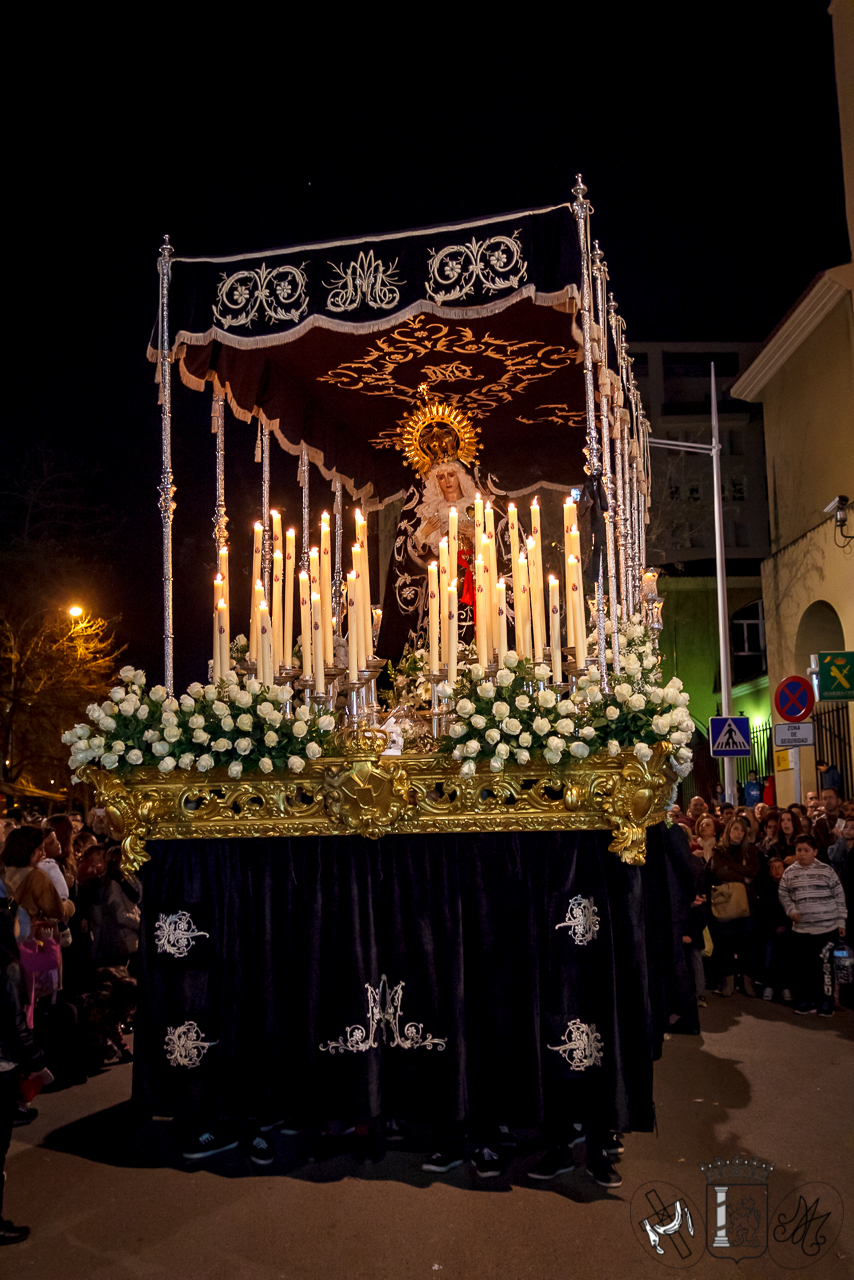
Passage de la Semaine Sainte de Badajoz

- Semaine Sainte : déclarée d'intérêt touristique national (2011), la Semaine Sainte de Badajoz compte actuellement dix confréries, avec des départs en procession du dimanche des Rameaux au dimanche de Pâques. Passage de la Semaine Sainte de Badajoz La Semaine Sainte de Badajoz est un défilé simple mais majestueux. Nazaréens, costaliers et confréries en général, avec leurs cierges et leurs croix, marchent dans les rues sinueuses du quartier historique, élevant leur Vierge et leur Christ.
- Festival de Los Palomos : festival au cours duquel un grand nombre de personnes LGBT de toute l'Espagne se rassemblent dans la ville. C'est l'un des festivals qui attire le plus de touristes dans la ville.
- Fêtes de San José : les fêtes de l'ancien saint patron de la ville sont célébrées en tant que saint patron de la vieille ville de Pacense. Entre autres activités, il y a des corridas et des danses en plein air.
- Pèlerinage de la Vierge de Bótoa : ses origines remontent au XIVe siècle. Elle a lieu le premier week-end de mai en l'honneur de la Vierge de Bótoa, co-patronne de la ville. L'image est une sculpture baroque de 1713. Elle est déclarée fête d'intérêt touristique national depuis 1965.
- Pèlerinage de San Isidro de Badajoz : c'est le deuxième pèlerinage de la ville, il est célébré le dimanche suivant le 15 mai.
- Almossasa Batalyaws : ces festivités commémorent la fondation de la ville par le musulman Ibn Marwan. Elles se déroulent dans et autour de la citadelle entre septembre et octobre, et se poursuivent dans la ville portugaise voisine de Marvão, qui est jumelée avec Badajoz parce qu'elles partagent un fondateur et lui doit précisément son nom, à Ibn Marwan. Depuis 2017, c'est un festival d'intérêt touristique en Estrémadure.
- Célébration de Noël et du défilé des Rois mages.
- Célébration de la journée de l'Estrémadure : le 8 septembre.

Tauromachie

### Gastronomie
En ce qui concerne la gastronomie, les plats typiques de Badajoz sont préparés avec des produits de la campagne, comme les asperges sauvages, les chardons, les criadillas de tierra, les champignons et le gazpacho d'Estrémadure.
Les plats à base de gibier typique de la région, comme les perdrix, les lapins, les pigeons, les tourterelles et les cerfs. Il convient de souligner l'abattage du porc, dont tous les organes sont utilisés, ce qui donne lieu aux chorizos, boudins, saucisses, longes, morcones, épaules, jambons et autres charcuteries qui donnent du goût aux ragoûts, ragoûts, migas et autres plats typiques et variés.
D'autres plats typiques à base de viande sont la caldereta (ragoût), le foie d'agneau aux oignons, l'agneau rôti, le chevreau et le cochon de lait. La morue et la tanche frite sont également très typiques de Badajoz.
En ce qui concerne le vin, l'appellation d'origine Ribera del Guadiana pour les vins blancs, rosés et rouges mérite une mention spéciale. Le fromage est un autre produit très recherché dans cette région, comme le fromage de chèvre et la Torta de La Serena (fromage de brebis).
Les pâtisseries typiques sont les calderillas, les perrunillas, les bollos de chicharrones, l'arrope, les hojaldradas de almendra (feuilletés aux amandes) et la técula-mécula.

### Religion

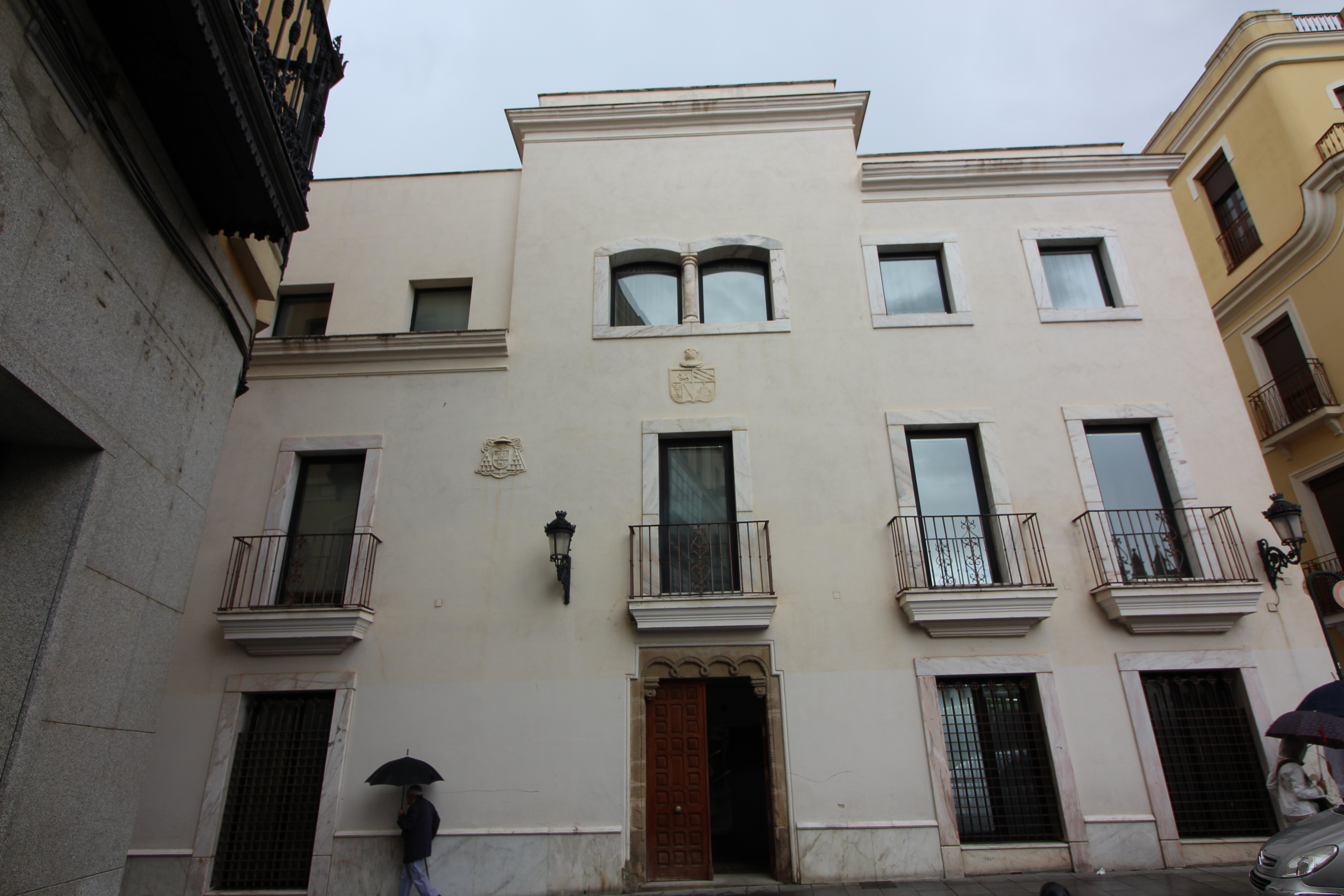
Siège de l'Archidiocèse de Mérida-Badajoz à Badajoz

Au niveau ecclésiastique, c'est l'un des deux sièges principaux de l'Archidiocèse de Mérida-Badajoz. La juridiction religieuse de l'Archidiocèse Mérida-Badajoz a le siège de l'Archevêque, des bureaux institutionnels et des Archives ecclésiastiques de Mérida-Badajoz dans la ville de Badajoz ; c'est aussi le siège métropolitain de la Province ecclésiastique de Mérida-Badajoz, de l'Évêque métropolitain ; c'est aussi le siège de son vicariat correspondant. Badajoz est également le siège de l'archiprêtré de San Juan Bautista.
Les villes de Mérida (Espagne) et de Badajoz, dont l'archevêché porte le nom, sont les capitales archidiocésaines et, à ce titre, abritent la curie archiépiscopale et les cathédrales. La cathédrale de Badajoz a le rang de siège métropolitain et saint Jean-Baptiste en est le saint patron. La juridiction de la province ecclésiastique comprend une grande partie de l'Estrémadure, et l'archidiocèse inclut les municipalités de la province de Badajoz. Le siège épiscopal de Mérida-Badajoz a été créé le 12 octobre 1994 sous le nom d'"archidiocèse de Mérida-Badajoz". Cependant, l'histoire du siège archiépiscopal remonte à l'histoire du diocèse de Badajoz, créé vers le Xe siècle, et bien avant le siège métropolitain d'Emérita Augusta.
Badajoz est également le siège de l'Union des communautés islamiques d'Estrémadure.

### Sport
- Le Club Deportivo Badajoz[72] est le principal club de football de la ville qui compte le plus grand nombre de supporters et d'abonnés. Il a été fondé en 2012 sous le nom de CD Badajoz 1905, acquérant un an plus tard les droits sportifs de l'ancien CD Badajoz fondé en 1905 et disparu en 2013 après une procédure de faillite due à l'impossibilité de faire face aux dettes contractées auprès de la Sécurité sociale et du Trésor public. En plus de la première équipe masculine jouant dans le Groupe 1 de la Primera Federación lors de la saison 2022-2023, elle possède une filiale, le Club Deportivo Badajoz B en Première division d'Estrémadure et plusieurs équipes de jeunes dans différentes catégories nationales et régionales. Il évolue à domicile dans le Stade Nuevo Vivero. Les saisons précédentes, l'équipe la plus remarquable au niveau sportif était l'Unión Deportiva Badajoz, qui partageait le même stade et jouait ensemble en troisième division, mais en raison de problèmes économiques et du manque de soutien local, elle a fini par disparaître.
- Le Deportivo Pacense. Il a été fondé en 2006 sous le nom d'Unión Deportiva Badajoz et a joué dans le groupe XIV de la troisième division jusqu'à sa disparition.
- Le Sporting Club Cerro de Reyes participe également à la Première division d'Estrémadure et, comme Badajoz, remplace dans la compétition le club représentant précédent, dans ce cas, du quartier Cerro de Reyes à Badajoz.
- Dans le football féminin, la ville compte Santa Teresa Club Deportivo en Primera Federación FutFem entraîné par Manuel Fernández, un club qui a reçu la médaille d'Estrémadure en 2017.

À la fin de la saison 2016-2017, la Club Deportivo Féminin Badajoz Olivenza a été reléguée en catégorie régionale.
Outre les catégories de base des clubs susmentionnés, dans le domaine du football de formation, le Club Polideportivo Don Bosco dont la première équipe de jeunes joue dans la División de Honor Juvenil et le C. P. Flecha Negra qui joue dans la Ligue Nationale Jeune. Les autres clubs de football de la ville sont le C. D. San Roque-Guadalupe, l'A. P. Santa Isabel ou le Club Deportivo El Corzo, CD Puerta Pamas.
En basket-ball, le club le plus titré de la ville est le C. P. Mideba Extremadura, Association à but non lucratif de personnes handicapées physiques et club de basket-ball en fauteuil roulant qui joue dans la División de Honor de la Ligue nationale de basket-ball en fauteuil roulant, organisée par la FEDDF (Fédération espagnole des sports pour handicapés physiques) et dans la Copa S.M. el Rey, ainsi que dans différentes compétitions européennes de Basket-ball en fauteuil roulant. C'est l'une des équipes les plus fortes du championnat national et l'une des plus respectées au niveau international. Il convient de mentionner que lors de la saison 2012-2013, l'équipe de Badajoz a remporté la European Challenge Cup, dont la phase finale s'est déroulée dans la ville de Badajoz et a été finaliste de la Copa del Rey. Le Mideba Extremadura possède également une Coupe d'Europe Willi Brinkmann obtenue en 2000 et plusieurs prix et distinctions.
Le club féminin Guadeloupe Basket-ball Pacense participe à la Ligue 2 de basket-ball féminin espagnol, tandis que la GBP L'équipe masculine de basket-ball participe à la Ligue EBA.
Il existe également d'autres clubs de jeunes dans la ville, comme le Baloncesto Ciudad de Badajoz et le Baloncesto Femenino Badajoz
Les clubs suivants de la ville de Badajoz se distinguent également dans diverses disciplines sportives :
- Union de handball de Pacense
- Club de handball de Badajoz[85]
- Club de volley-ball de Badajoz
- Association sportive de volley-ball de Pacense[86]
- Club de rugby de Badajoz
- Club de natation de Badajoz
- Club de canoë-kayak de Badajoz[87]
- Club d'athlétisme de Badajoz
- Club de cyclotourisme de Santa Isabel[88]
- Association athlétique de la ville de Badajoz

En outre, la Fondation municipale du sport de la Mairie de Badajoz propose, par le biais de ses écoles municipales de sport, la pratique de 26 disciplines sportives différentes.
La ville dispose d'un grand nombre d'installations sportives, notamment la cité sportive de Granadilla, le stade Nuevo Vivero, les installations sportives municipales d'El Vivero ou un circuit municipal de BMX, ainsi que de nombreux pavillons sportifs, pistes et installations sportives répartis dans les différentes zones et quartiers de la ville.

#### Installations sportives
- C.D.M. La Granadilla
- El Vivero
- Centre sportif Las Palmeras
- Salle de sport Nuria Cabanillas
- Salle de sport Juancho Pérez
- Salle de sport Hernán Cortés
- Salle de sport Antonio Domínguez
- Centre sportif de Las Palmeras
- Centre sportif de la jeunesse
- Piscine San Roque

### En musique
Chansons dédiées à la ville de Badajoz :
- Badajoz la tierra mía (Rosa Morena. Compositeur: Manuel Quiroga, 1965).
- ¡Ay Badajoz! ¡Ay Badajoz! (musique: José Albero Francés, paroles: Vicente Doncel Moriche, instruments: Banda de Música, 1974).
- Son de Badajoz (Los Chunguitos, 1978).
- Ay Badajoz (Los Chunguitos, 1988).
- Calles de Badajoz (El Desván del Duende, 2009).

### Médias
Presse
- La Crónica de Badajoz
- Hoy (édition Badajoz)
- El Periódico Extremadura (édition Badajoz)
- BadajozDirecto (Portail d'actualités en ligne, guide d'affaires et télévision en ligne)[91]
- 48horasBadajoz[92]
- Extremadura 7 Días

#### Radio
- Radio María, 98.6
- Los 40 Extremadura, 96.9
- Cadena Dial Extremadura, 93.5
- Europa FM, 92,7
- RNE Radio, 92.2
- RNE Radio Clásica, 90.1
- Cadena 100 Badajoz, 89.1
- Radio Interior, 87.6
- Rock FM, 87,6
- Radio Nacional de España, 648 + 94.9
- COPE Badajoz, 1269 + 91.3
- RNE Radio 5 TN, 1125 + 106.0
- Radio Vida, 107.4
- Kiss FM, 105,5
- Onda Cero Badajoz, 104,8
- Ser Radio Extremadura, 1008 + 94.2
- Canal Extremadura Radio, 100.8[93]

#### Télévision
- Badajoz Online tv (télévision municipale de Badajoz Conseil municipal)
- Canal Extremadura Televisión (antenne locale de la chaîne de télévision régionale)

## Villes jumelées
- Elvas (Portugal)
- Santarém (Portugal)
- Nazaré (Portugal)
- Granada (Nicaragua)
- Blumenau (Brésil)[94]

## Voir également
- Taïfa de Badajoz
- Premier siège de Badajoz (1811)
- Second siège de Badajoz (1811)
- Siège de Badajoz (1812)
- Bataille de Badajoz (1936)
- Dolmen del prado de Lácara